# Ужгород (аеропорт)
Міжнародний аеропорт У́жгород (IATA: UDJ, ICAO: UKLU) — міжнародний аеропорт, що обслуговує місто Ужгород на Закарпатті в Україні. Унікальний тим, що літаки злітають і заходять на посадку через повітряний простір Словаччини (кордон розташовано за 100 м від початку злітно-посадкової смуги).
Аеропорт розташовано на західній околиці Ужгорода в мікрорайоні «Червениця», вулиця Собранецька. Аеропорт було збудовано в 1928 році за часів міжвоєнної Чехословаччини. А перший рейс було здійснено у 1929-му до Праги.

## Технічні характеристики

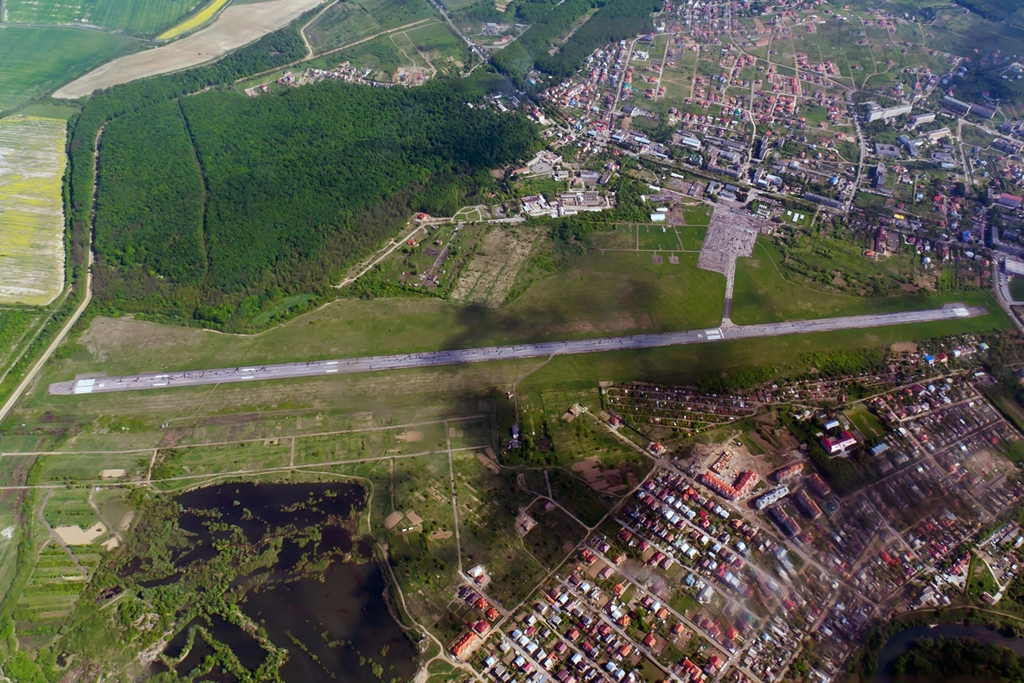
Вид на аеропорт з повітря

Аеропорт Ужгород має один термінал і асфальтову злітно-посадкову смугу завдовжки 2038 м і шириною 40 м.
28 березня 2019 р. запустили далекомірний маяк DME-435.

## Авіакомпанії та напрямки

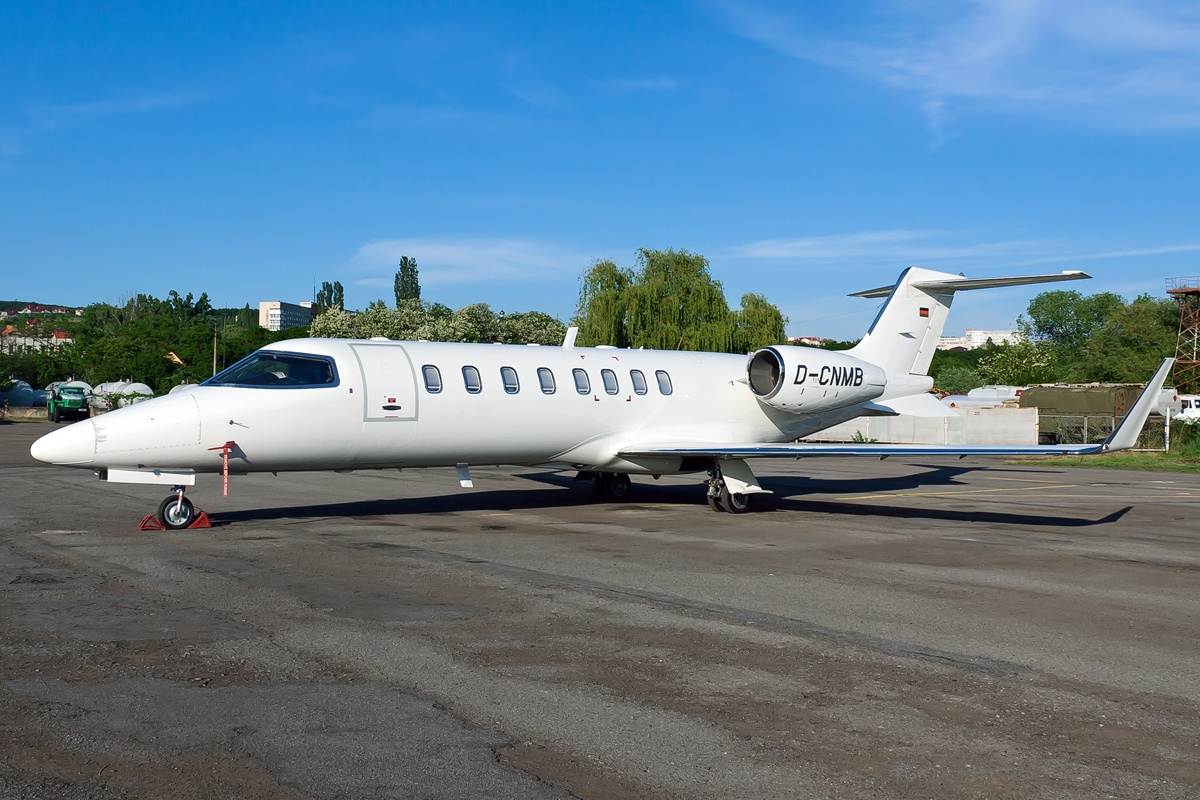

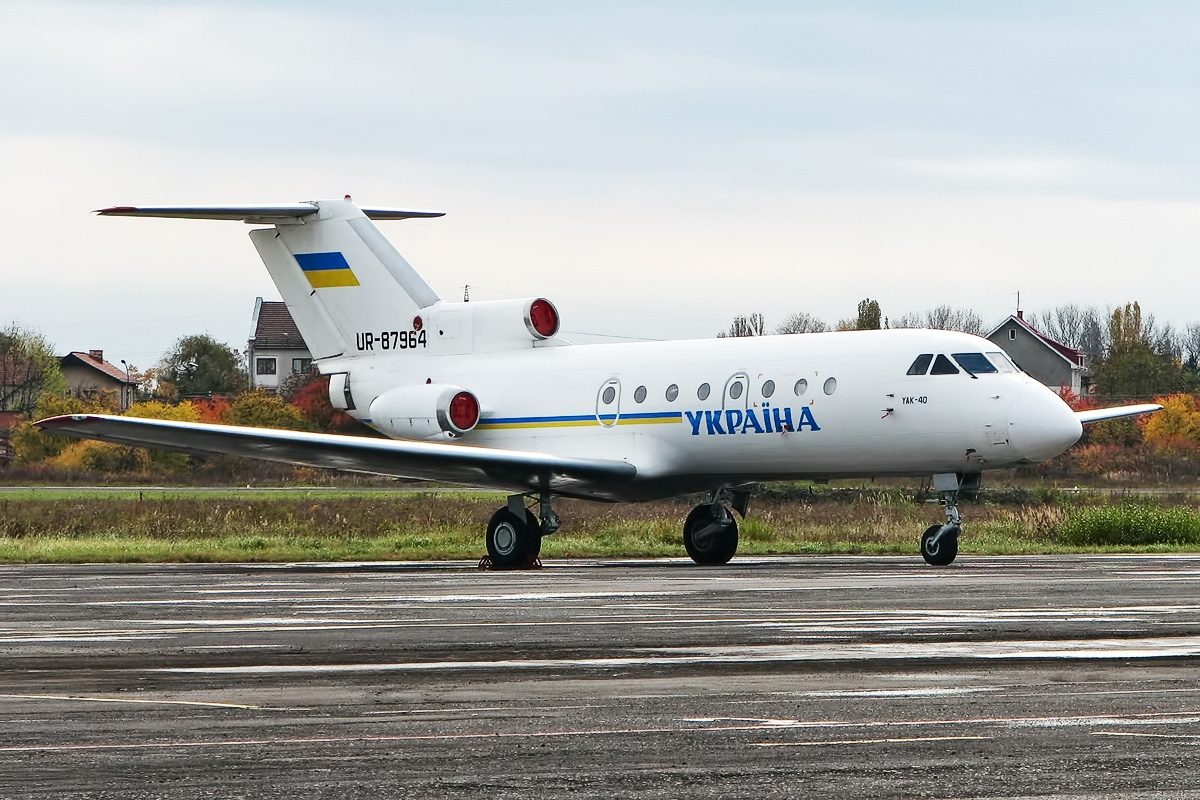
Як-40

Протягом 2010-х рейси до летовища здійснювала лише компанія «Мотор Січ», яка обслуговувала маршрут Київ — Ужгород. 2016 року перевізник двічі призупиняв польоти в аеропорт ― в лютому і червні. У лютому 2016 року Державіаслужба призупинила дію сертифікату авіабезпеки аеропорту, потім адміністрації летовища вдалося вирішити проблему, і польоти було ненадовго відновлено. З червня 2016 року аеропорт не приймає регулярних рейсів.
У вересні 2016 року керівництво Закарпатської області провело перемовини з авіакомпанією МАУ про відновлення польотів. Однак, для цього потрібно було відремонтувати ЗПС та навігаційне обладнання, облаштувати аеропорт необхідною комп'ютерною та обслуговуючою автотехнікою.
ДМС України розглядала варіант спільно зі словацькими колегами запровадити роботу аеропорту одночасно на дві країни.
Наприкінці 2018 року пройшов сертифікацію EASA й з 15 березня 2019 року були відновлені регулярні рейси (щоп'ятниці). Першим був рейс Київ — Ужгород з зупинкою у Львові. Рейс виконала авіакомпанія Мотор Січ на літаку типу Антонов АН-24. Проте у розкладі авіакомпанії «Мотор Січ» з 11 травня рейси до Ужгорода відсутні через нерентабельність рейсів в напрямку Закарпаття. За словами міністра інфраструктури України Володимира Омеляна причиною цього є неадекватні вимоги авіакомпанії: комерційна окупність рейсів та реклама цього напрямку. Тому на цей час ідуть перемовини щодо випрацювання ефективного механізму співпраці.
За іншою інформацією, вже 17 травня мав відбутися останній рейс до Ужгорода, але директор аеропорту «Ужгород» Руслан Лііс заперечив цю інформацію та зазначив, що попередній продаж призупинений, а не припинений і тривають консультації щодо можливості зробити рейси до Ужгорода щоденними.

## Специфіка здійснення польотів

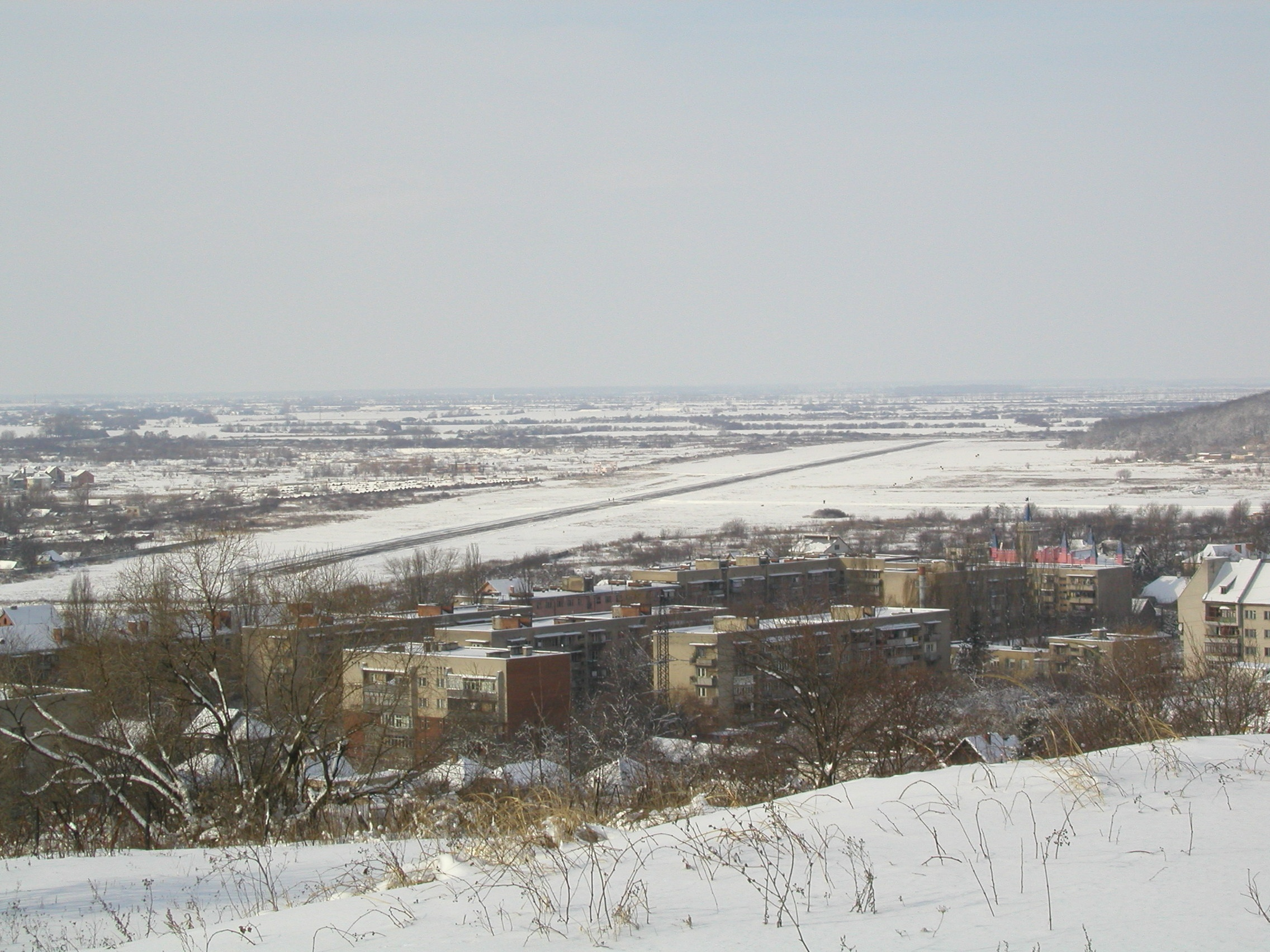
Вид на аеропорт взимку

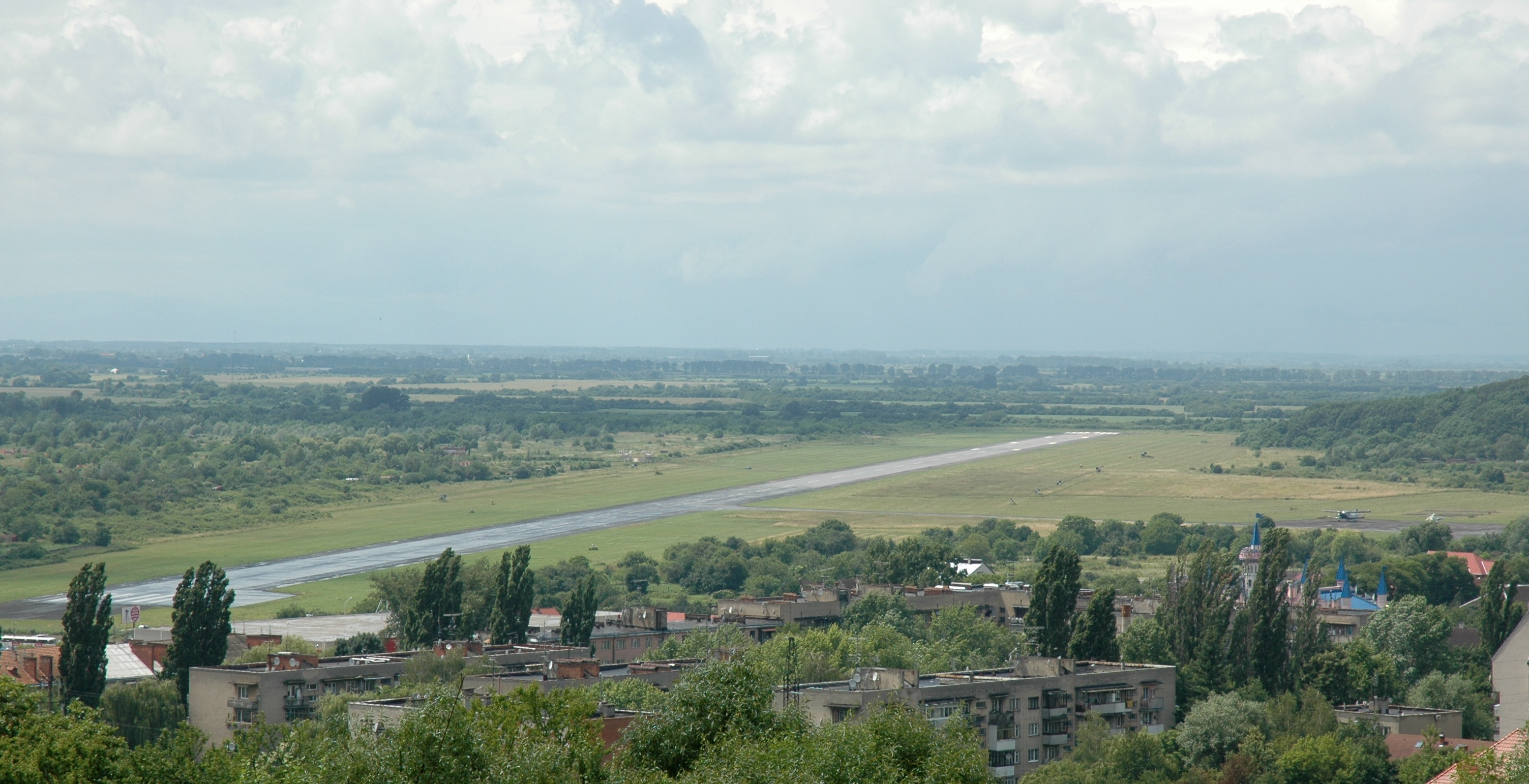
Вид на аеропорт влітку

Відповідно до схем заходу [Архівовано 26 грудня 2019 у Wayback Machine.] Jeppesen, зліт дозволено лише із ЗПС 28, зліт з ЗПС 10 заборонено. На словацькій території західніше порту встановлена зона обмеження польотів LZR55 [Архівовано 3 лютого 2018 у Wayback Machine.]. Стандартна схема посадки (STAR) передбачає захід з боку ЗПС 28, розворот із заходом на територію Словаччини і посадка на ЗПС 10 з використанням NDB. Посадка на ЗПС 28 дозволена лише для гелікоптерів та малих ПС, що здатні здійснити повторний захід на цю ж ЗПС в межах повітряного простору України.
У жовтні 2018 року розпочато аудит для сертифікації EASA Украероруху, що є необхідною умовою для роботи аеропорту зі сторони ЄС.
16 листопада 2018 року сертифікацію завершено. 17 грудня 2018 року Украерорух отримав сертифікат EASA
Станом на кінець 2019 року аеропорт працював в режимі VFR. Згідно NOTAM світлосигнальна система аеродрому в частині заходу та ЗПС до 20.03.2020 не функціонувала. Україна планувала підписати угоду зі Словаччиною про використання повітряного простору останньої.
24 вересня 2020 року Україна та Словаччина підписали угоду щодо спільного використання повітряного простору, дозволивши тим самим повноцінне відновлення роботи летовища.
З червня 2021 року авіакомпанія WindRose запустила регулярні рейси Ужгород — Київ літаками ATR 72.
10 вересня 2021 року в аеропорту Ужгород літак, що виконував рейс з Києва, був посаджений з використанням аеронавігаційних приладів, а не за правилами візуальних польотів, як відбувалося до цього. Крім того, з цього дня «Украерорух» отримав право керувати використанням частиною повітряного простору Словаччини, необхідного для зльоту/посадки літаків в Ужгороді.

## Відновлення роботи та реконструкція

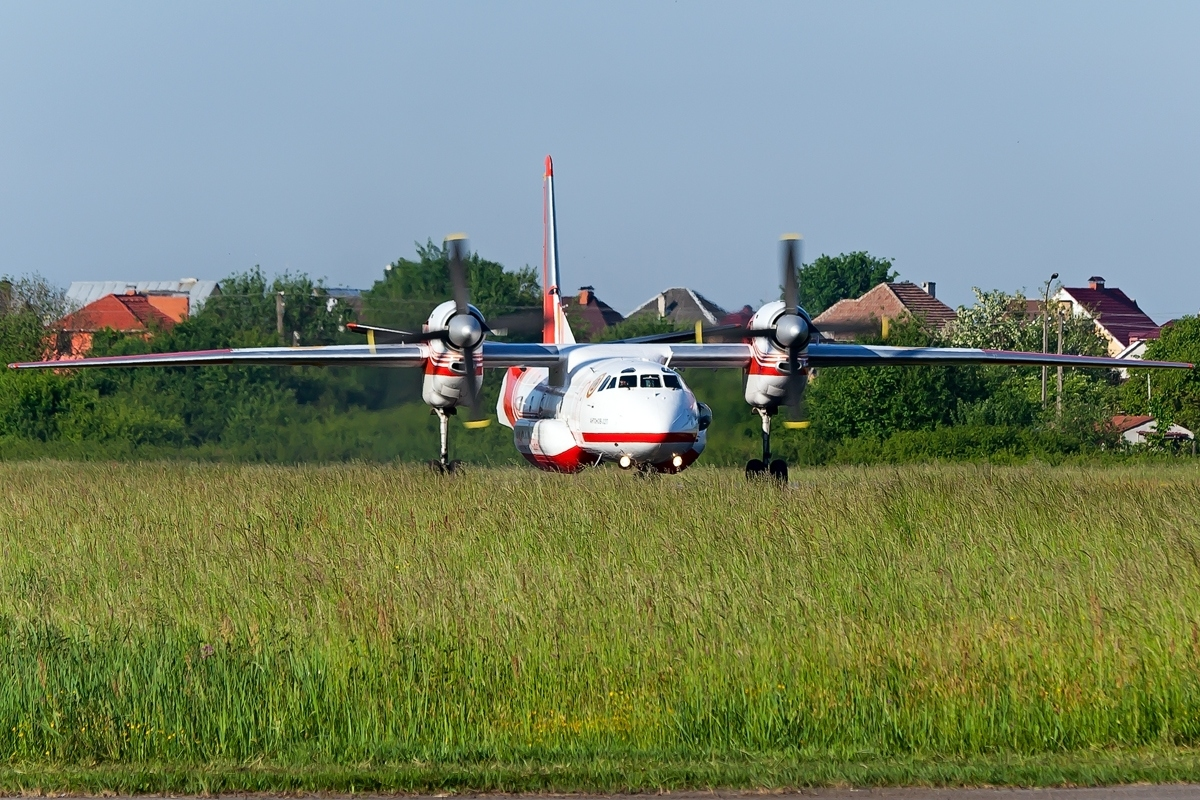
Антонов Ан-32

Міністр інфраструктури Омелян заявив, що аеропорт мав відкритись навесні 2018 р. Голова ОДА Генадій Москаль повідомив, що потрібно розширювати ЗПС, оскільки вона по ширині придатна лише для Ан-24, але не Боїнгів. На це в бюджеті області передбачені кошти. Також потрібно звести паркан з боку лісосмуги для захисту від міграцій диких тварин.
Згідно з Державною цільовою програмою розвитку аеропортів на період до 2023 року на 2016 було заплановано виділення коштів:
- відновлення та реконструкція асфальтобетонного покриття аеродрому (ЗПС, руліжних доріжок та перону) ― 3,7 млн грн. (Закарпатська обласна рада)
- виготовлення проектно-кошторисної документації з відновлення та реконструкції асфальтобетонного покриття аеродрому (злітно-посадкової смуги, руліжних доріжок та перону) та проведення її комплексної державної експертизи ― 60 000 грн. (Закарпатська обласна рада)
- придбання та переоснащення світлосигнальної системи вогнів малої інтенсивності аеропорту «М-2» на світлосигнальну систему вогнів високої інтенсивності ― 12 млн грн. (Закарпатська обласна рада)
- завершення капітального ремонту накопичувача «В» ― 1,54 млн грн. (Закарпатська обласна рада)
- виготовлення проектно-кошторисної документації з визначення складу, конфігурації та схеми розташування візуальних аеронавігаційних засобів забезпечення польотів на вертолітному майданчику аеродрому та проведення її комплексної державної експертизи ― 130 000 грн. (Укрінфрапроект)
- будівництво авіаційно-рятувальної станції ― 1,54 млн грн. (Укрінфрапроект)

Згідно з державною програмою на 2017—2023 рр. жодних коштів не передбачено. Однак, облрада запланувала виділити кошти в рамках обговорюваної станом на початок лютого 2018 р. "Програми підвищення ефективності функціонування Закарпатського обласного комунального підприємства «Міжнародний аеропорт „Ужгород“ на 2017—2020». У рамках цієї програми планується всього виділити 214 952 900 грн., у тому числі з обласного бюджету — 47,2 млн грн, державного бюджету (державний фонд регіонального розвитку) — 167,5 млн грн.
За 2017 рік Програму профінансовано на 17,3 млн грн, у тому числі капітальні вкладення на 12,5 млн грн (11 млн грн на капремонт ЗПС; оргтехніку для автоматизованої системи реєстрації пасажирів і організації перевезень пасажирів — 200 000 грн).
У травні 2017 року було проведено тендер на ремонт ЗПС. Його виграла румунська компанія Trameco, яка здійснила ремонтні роботи. Вартість ремонту ― 12 млн грн..
Зацікавлення отримати аеропорт у концесію висловила словацька фірма. Термінал, ЗПС, перони та руліжні доріжки знаходяться у нормальному стані. Аеропорт готовий до відновлення сполучення.
15 березня прибув Ан-24 рейсу Київ-Ужгород з посадкою у Львові. З 17 травня 2019 року з комерційних причин авіакомпанія Мотор Січ призупинила виконання рейсів Львів — Ужгород і Ужгород — Львів.
17 липня 2020 поліціянти викрили розтрату держкоштів під час реконструкції аеропорту 2016 року, державі завдано збитків на майже 1 млн гривень.
В січні 2021 року стало відомо, що тендер на розробку проектної документації з будівництва летовища виграла компанія, зареєстрована за два місяці до тендеру й не показала найкращу цінову пропозицію. Згідно тендеру, держпідприємство «Фінансування інфраструктурних проектів» («Фінінпро») планувало заключити договір з «Ленд Буд Проект Юа» (Київ) на розробку передпроектної документації на 4,22 млн гривень.

## Блокування і відновлення роботи

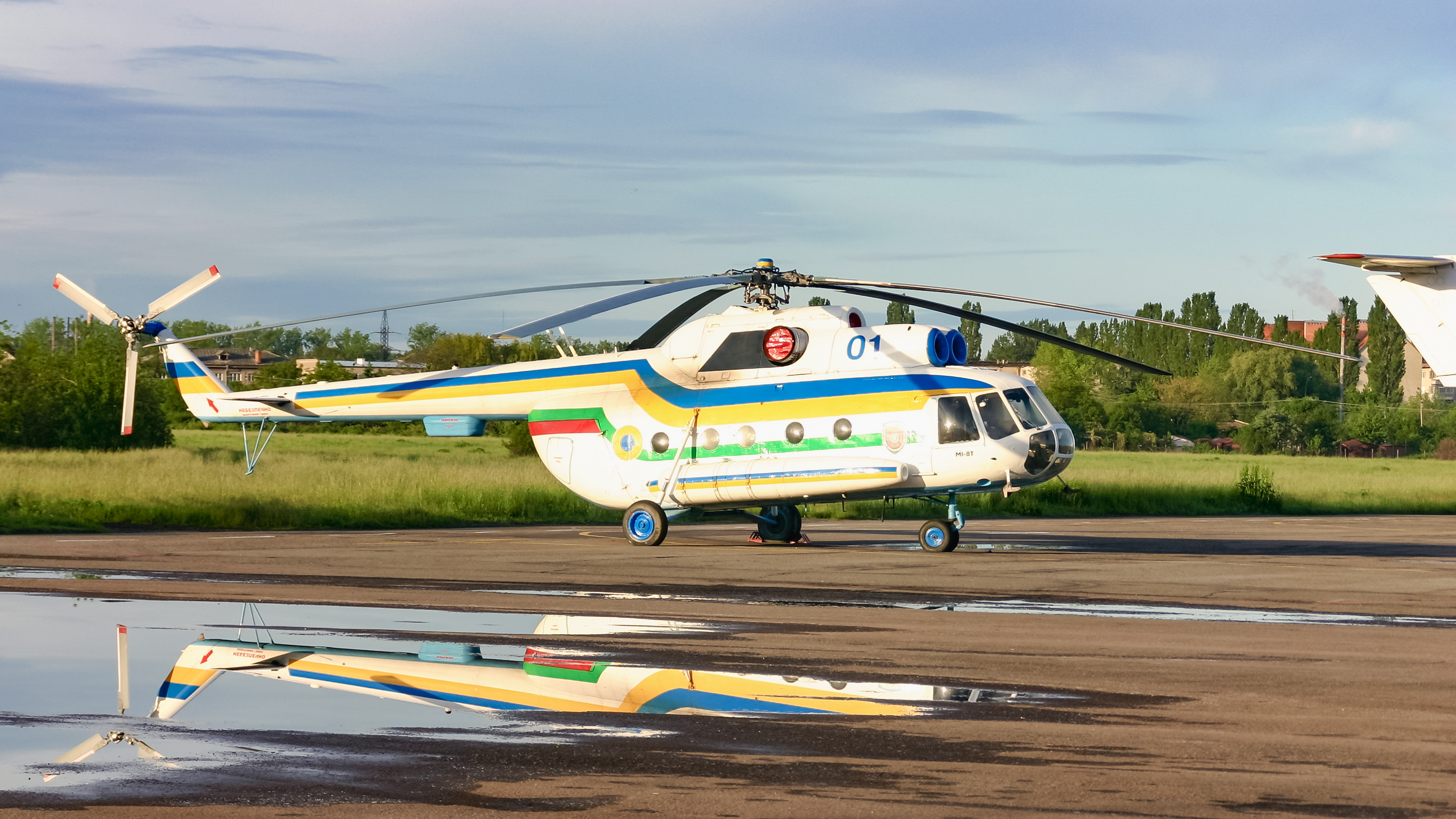
Гелікоптер Мі-8

2017 року ЄС заборонив польоти до летовища Ужгороду, що на той час більше року не приймав рейси. Причиною заборони було близьке розташування словацького кордону, отже літаки при зльоті та посадці порушували повітряний простір країни.
В грудні 2019 представники України та Словаччини дійшли згоди про розблокування роботи летовища, зокрема було узгоджено умови спільного використання повітряного простору Словаччини. 10 червня Кабінет міністрів схвалив рішення щодо спільного використання частини повітряного простору Словаччини, що дозволить аеропорту приймати та відправляти рейси.
У травні 2021 було проведено розширення руліжної доріжки і перону аеродрому. І вже в червні українська авіакомпанія WindRose запустила регулярні рейси з Ужгорода до Києва. Літаки, що виконують рейси — ATR 72, які доставляють пасажирів до Києва за 1 годину 50 хв. У перспективі з'єднати Ужгород повітряними шляхами з Одесою, Харковом та Дніпром.
З грудня 2021 року виконання регулярних рейсів скасовано.

## Світлини

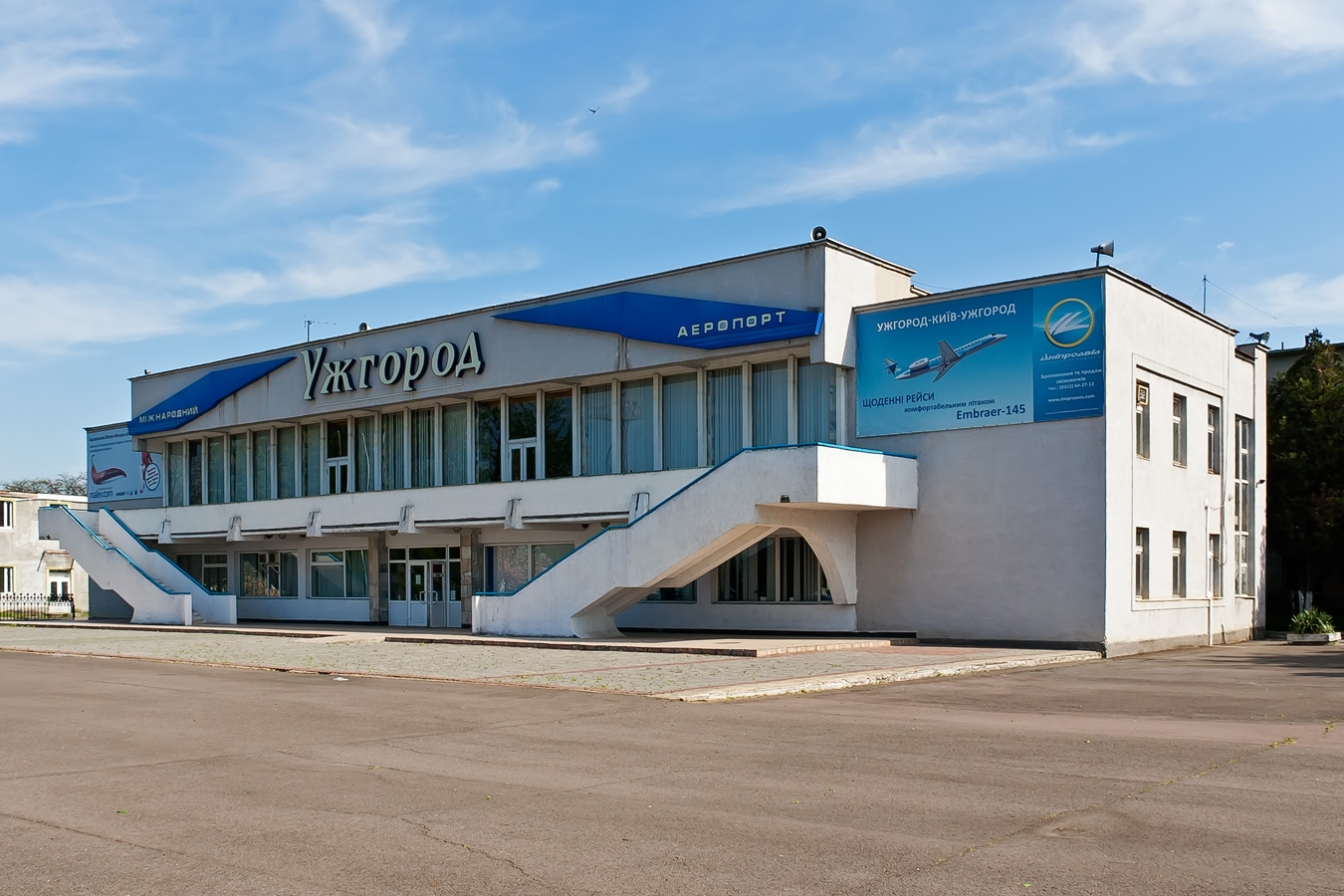
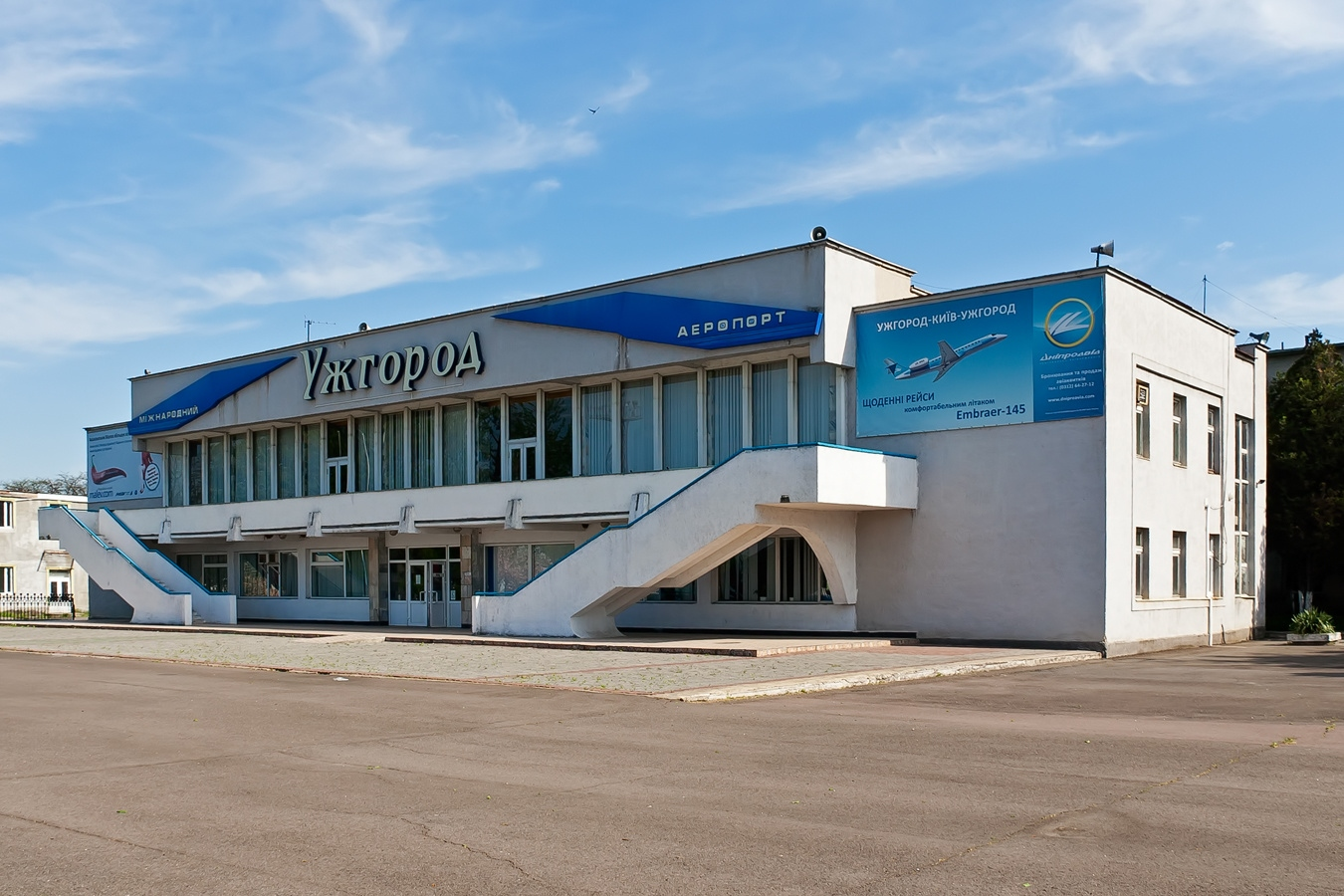
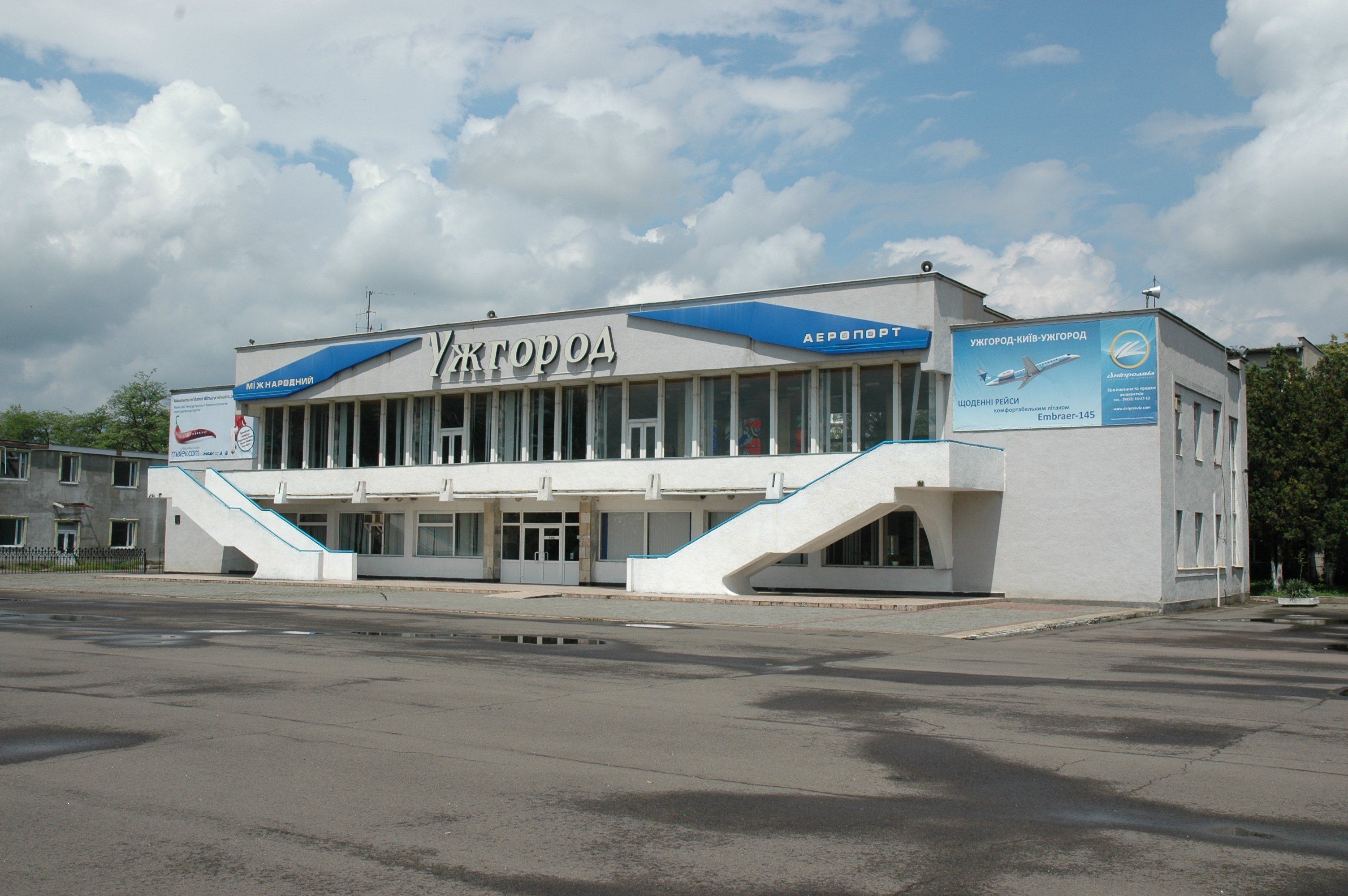
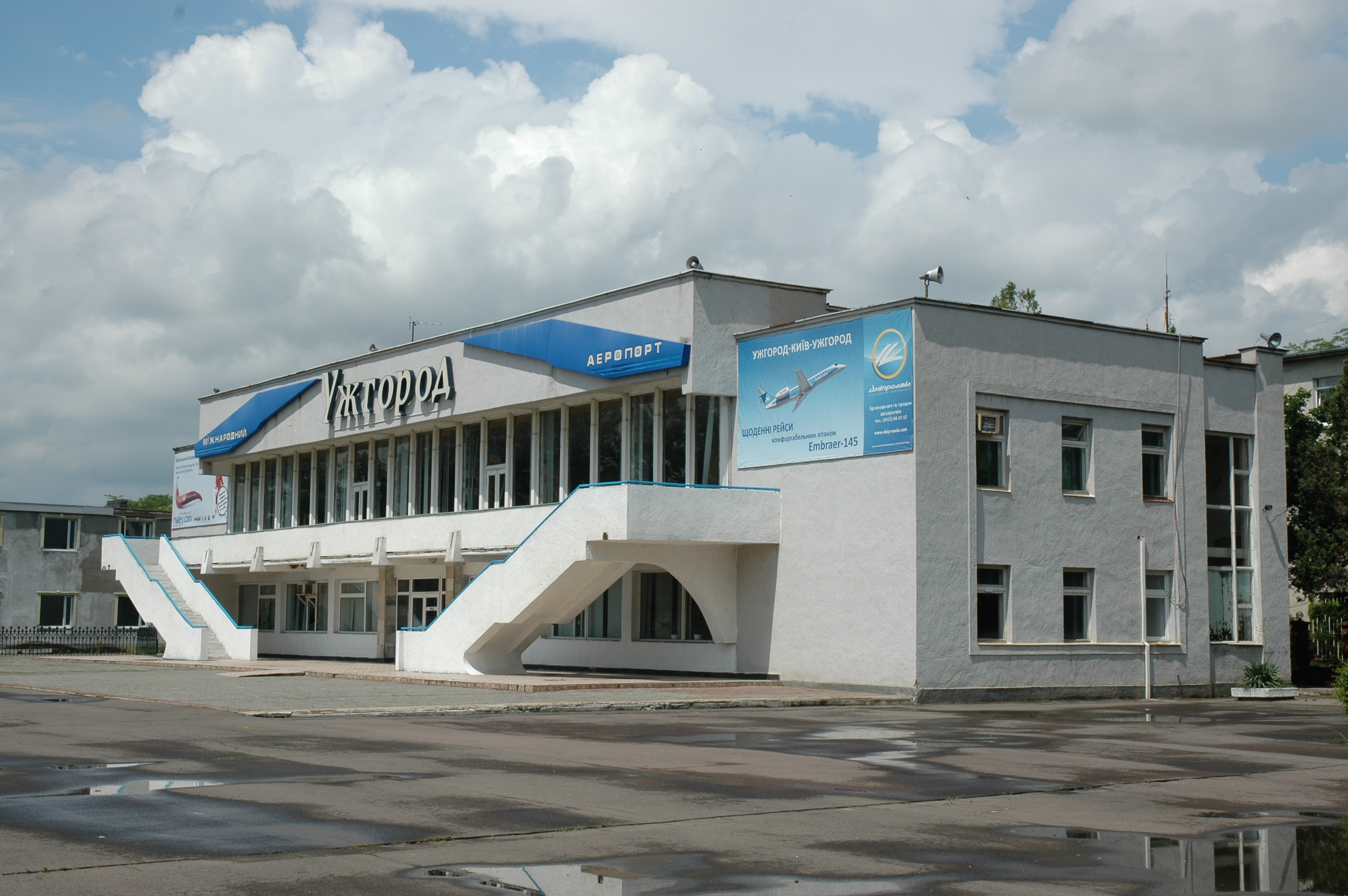
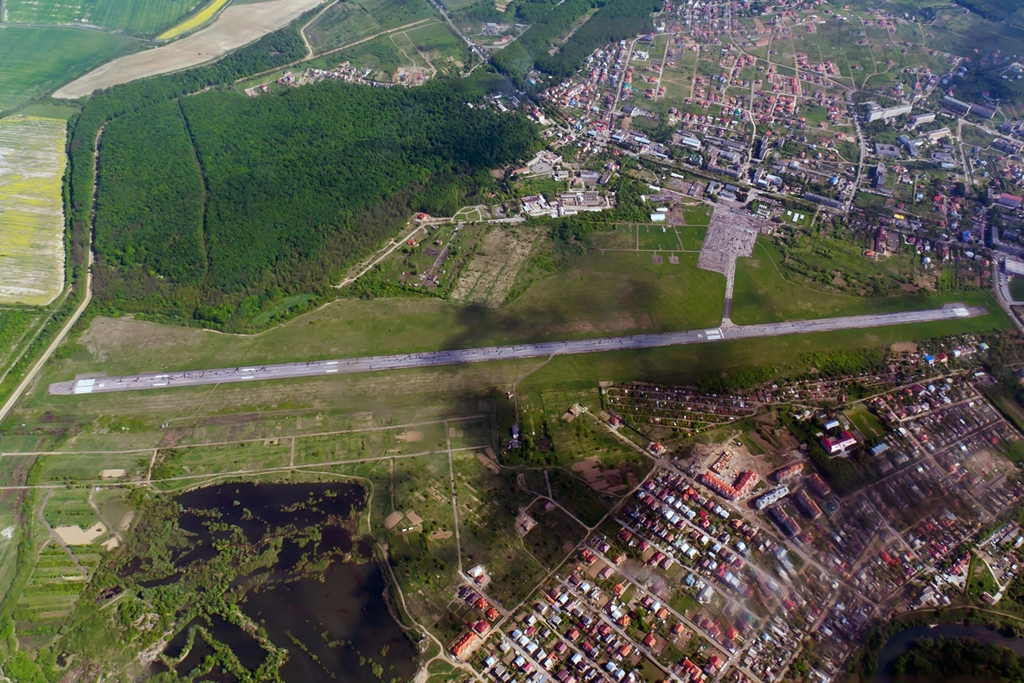
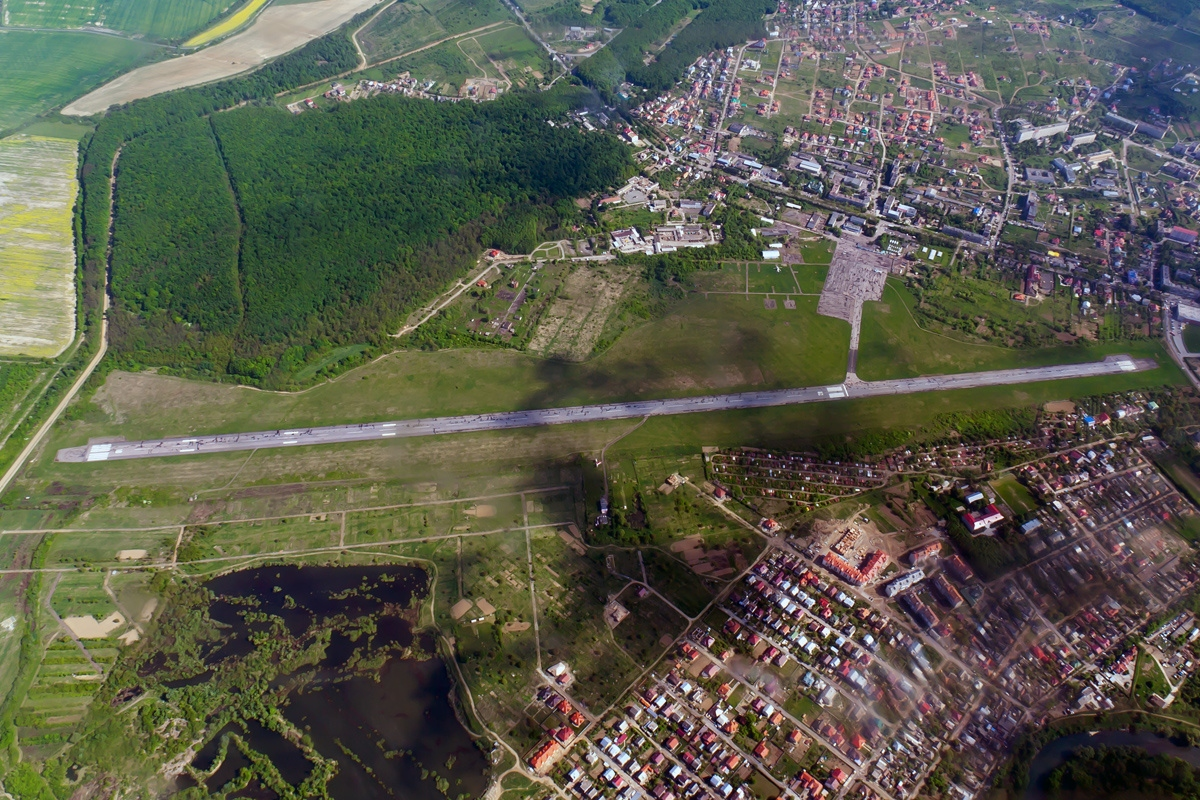
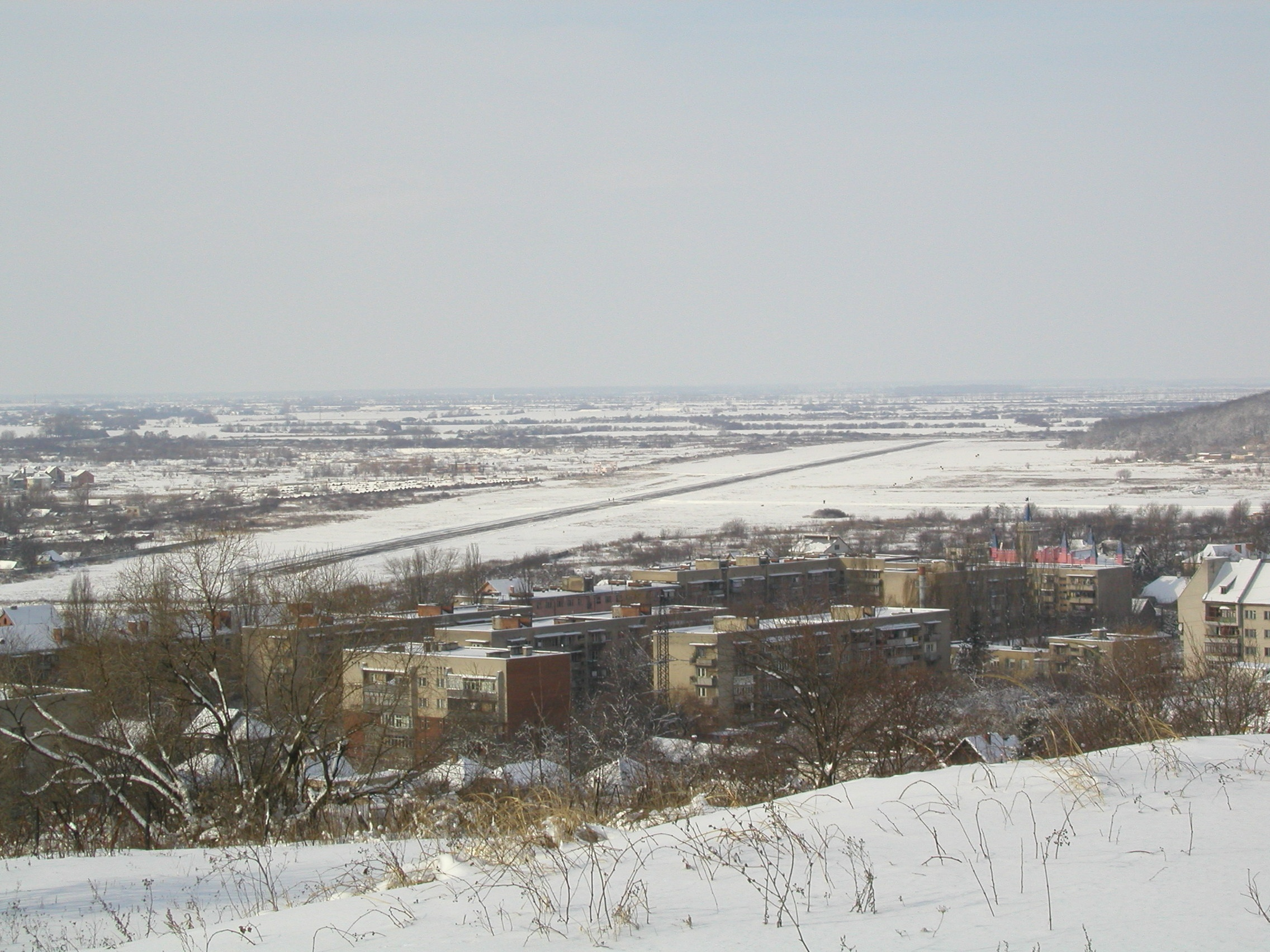
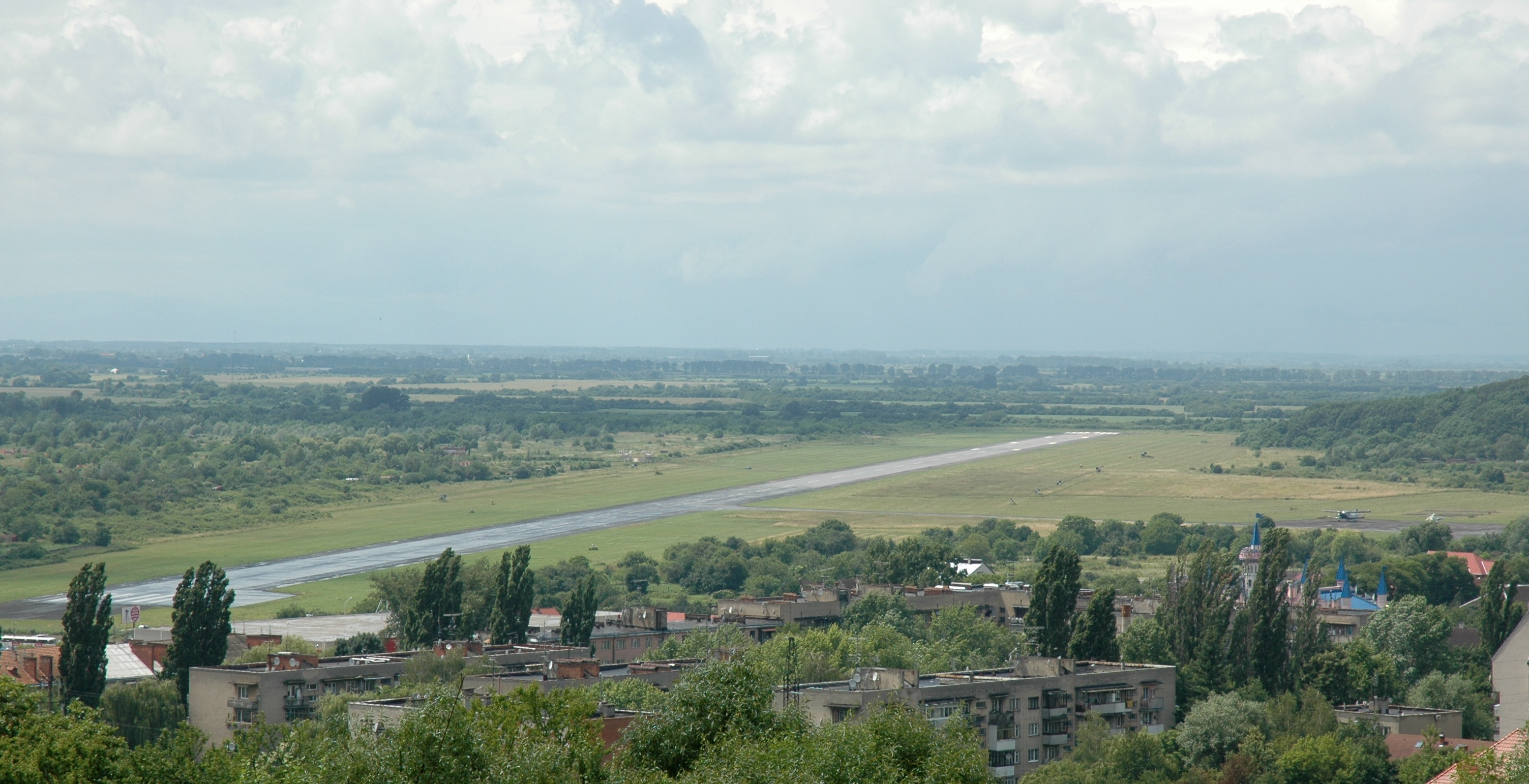
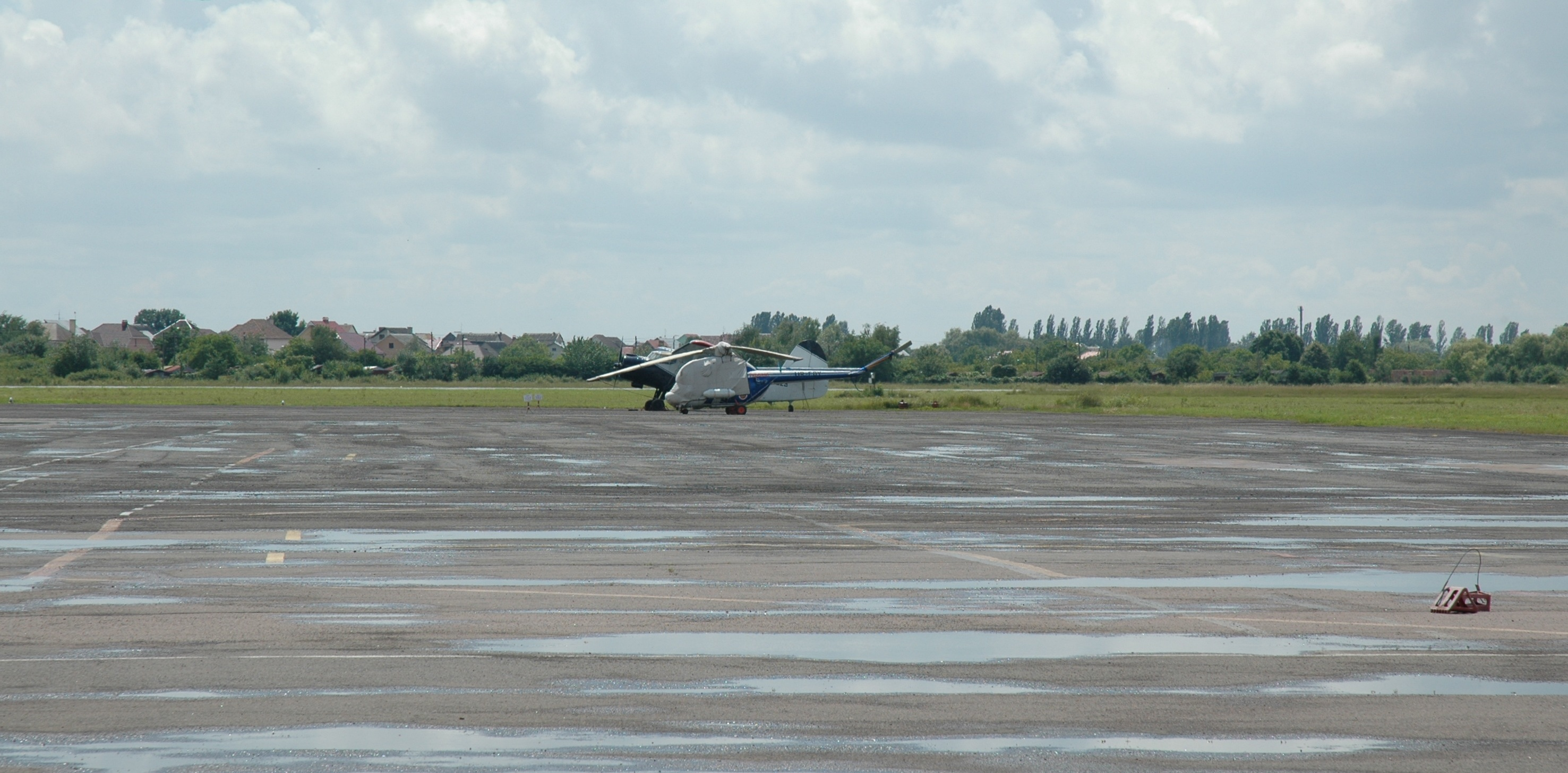
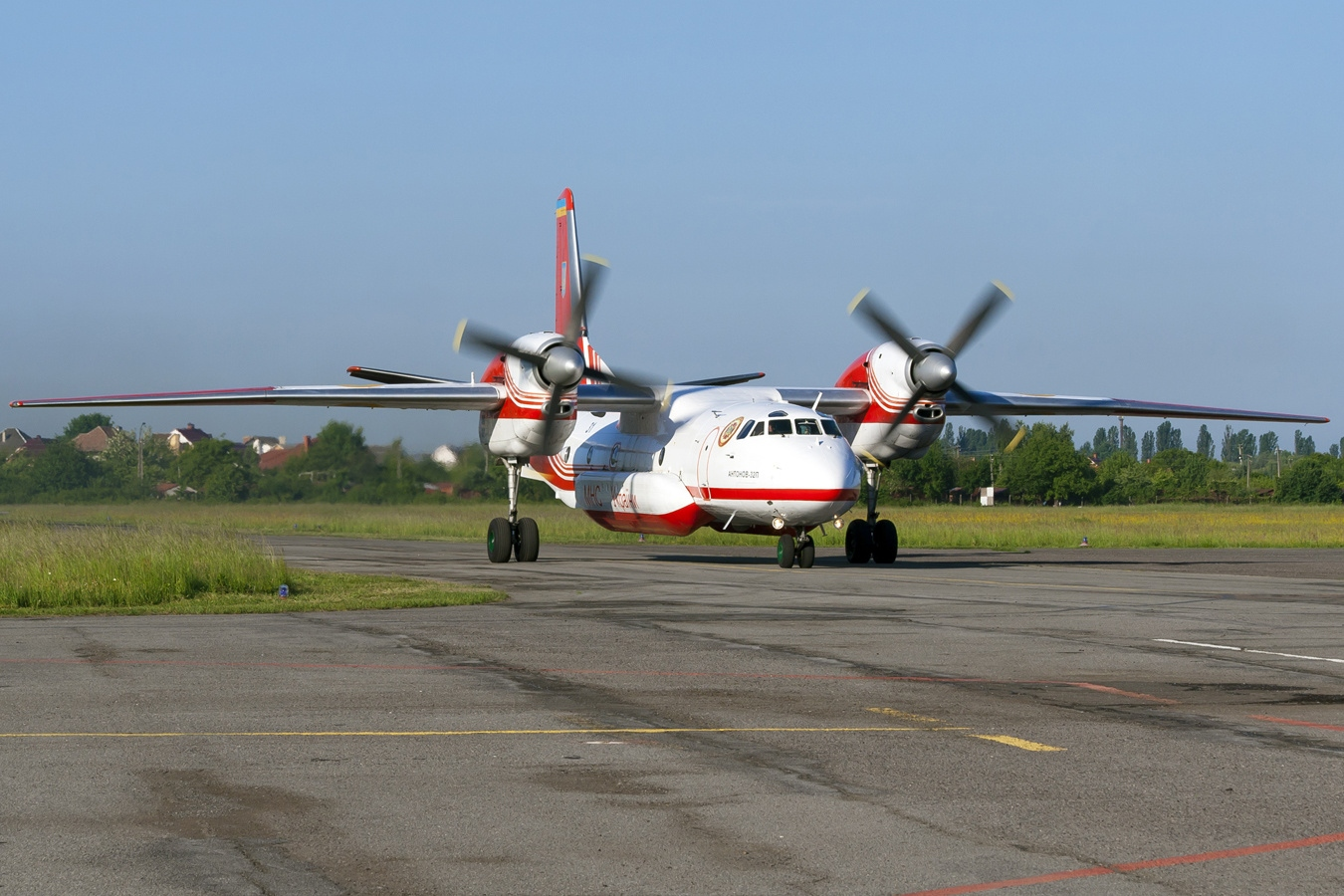
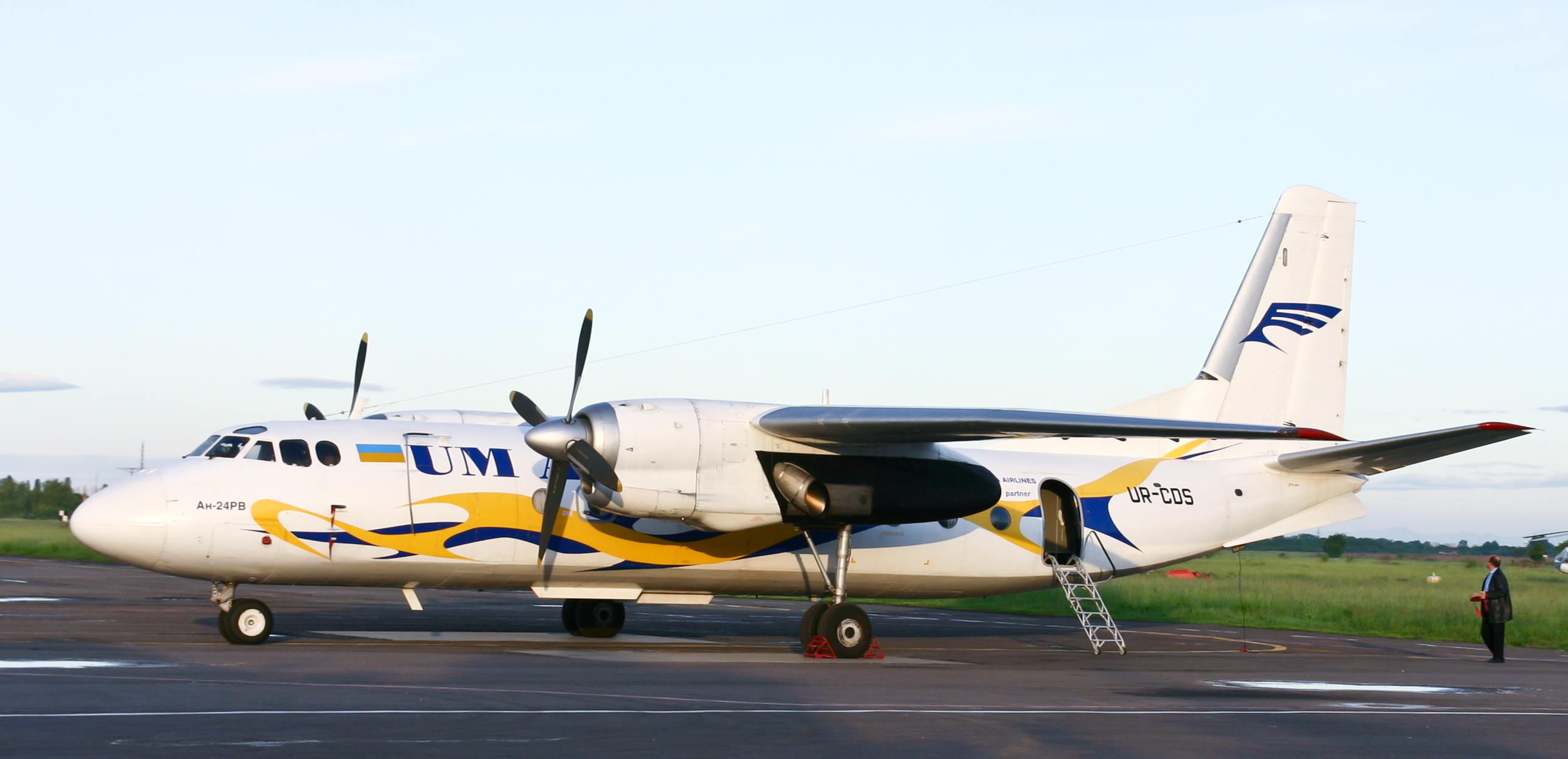
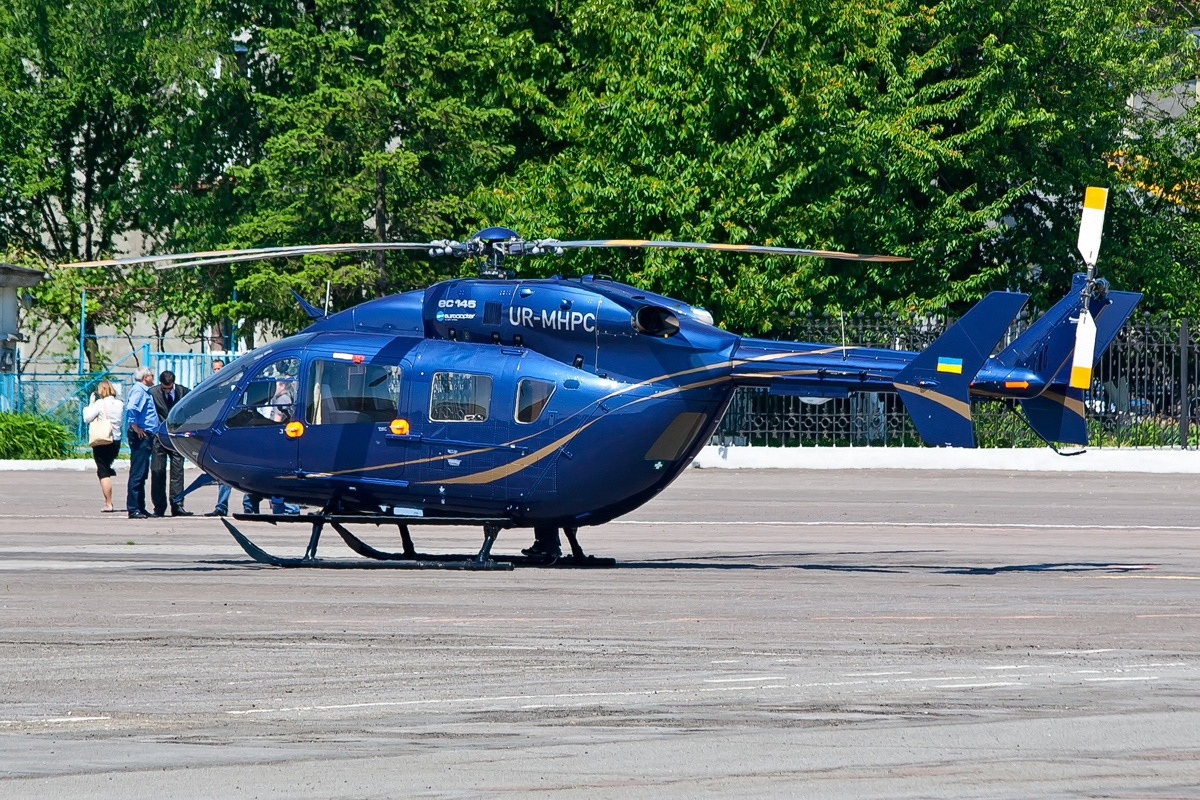
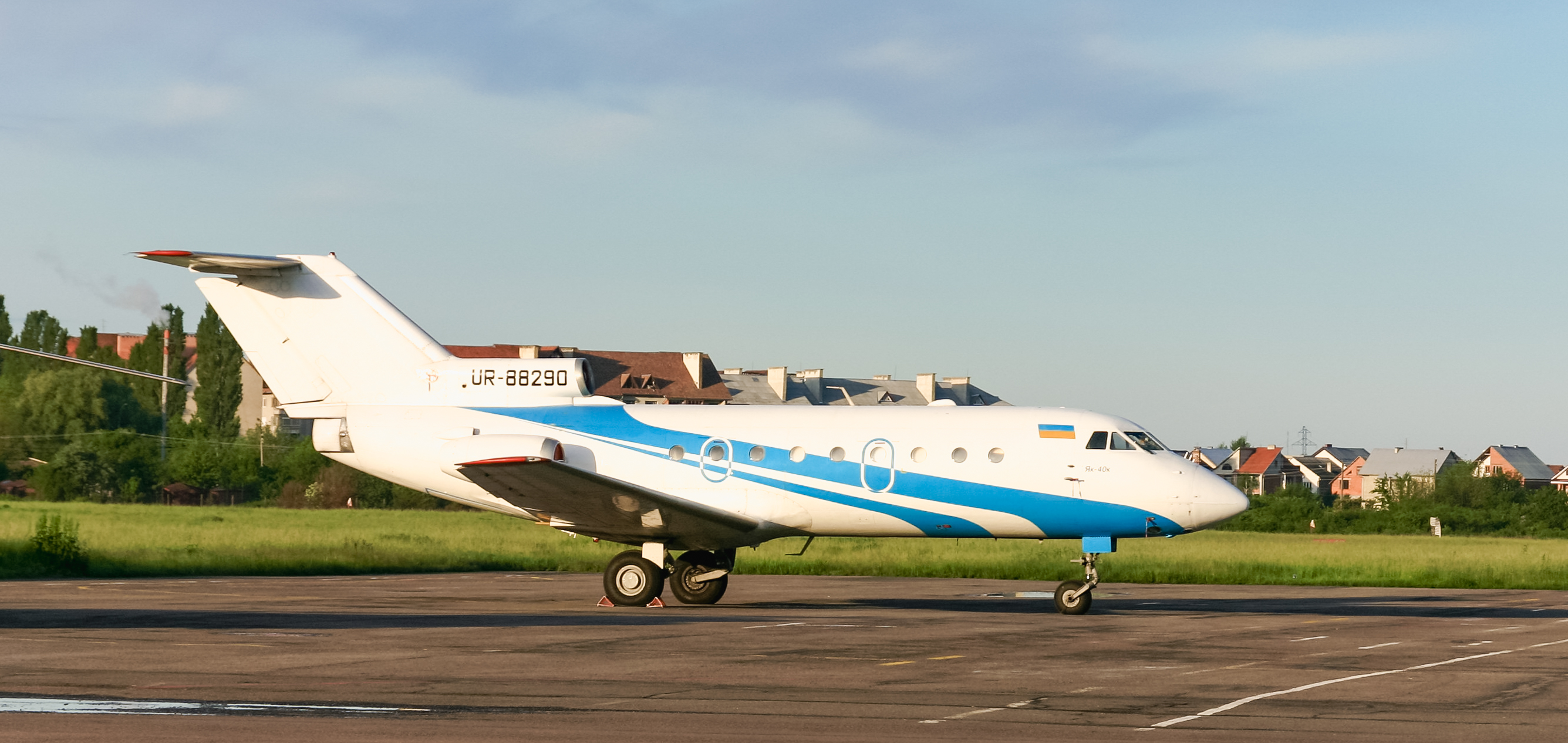
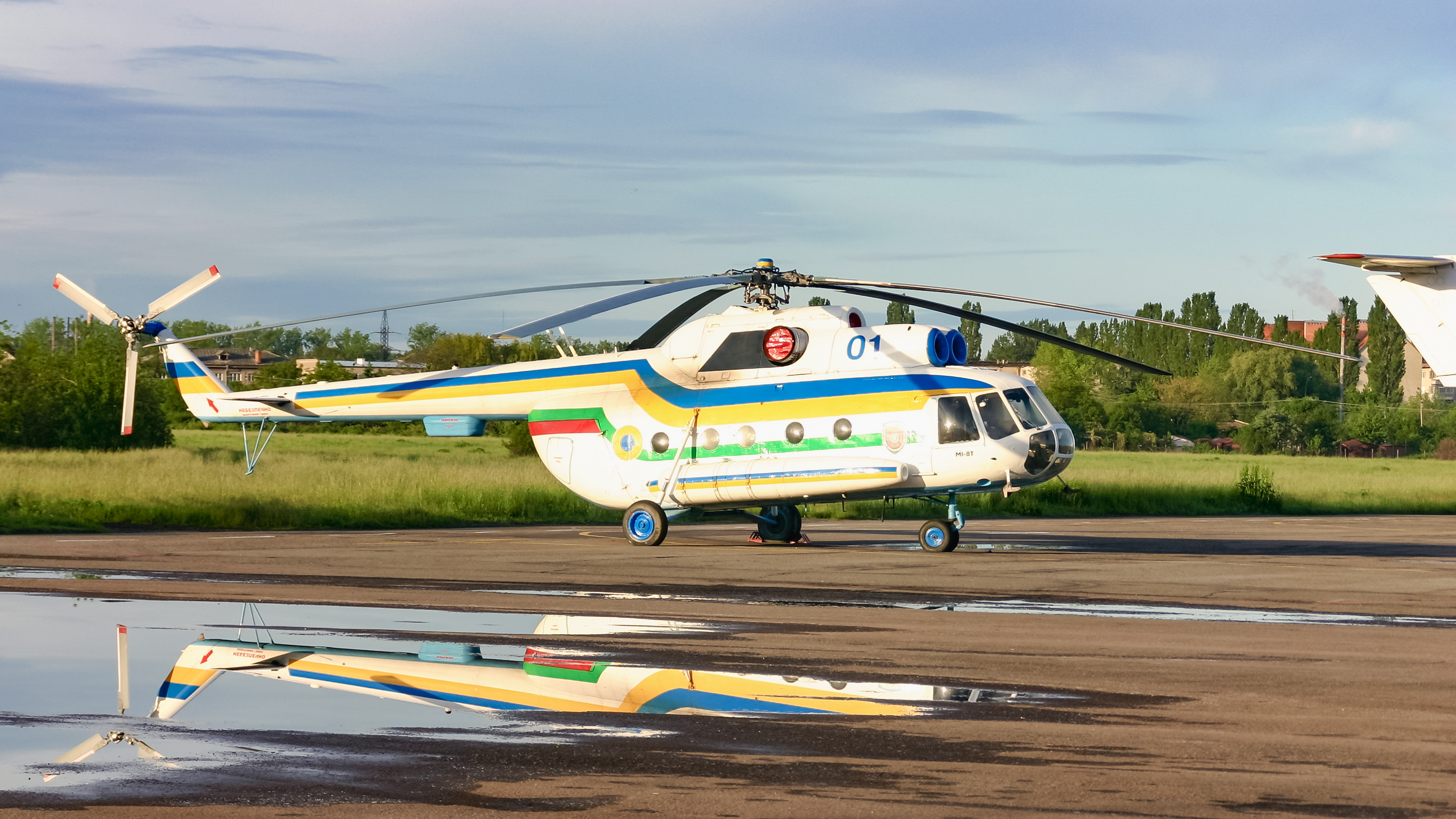
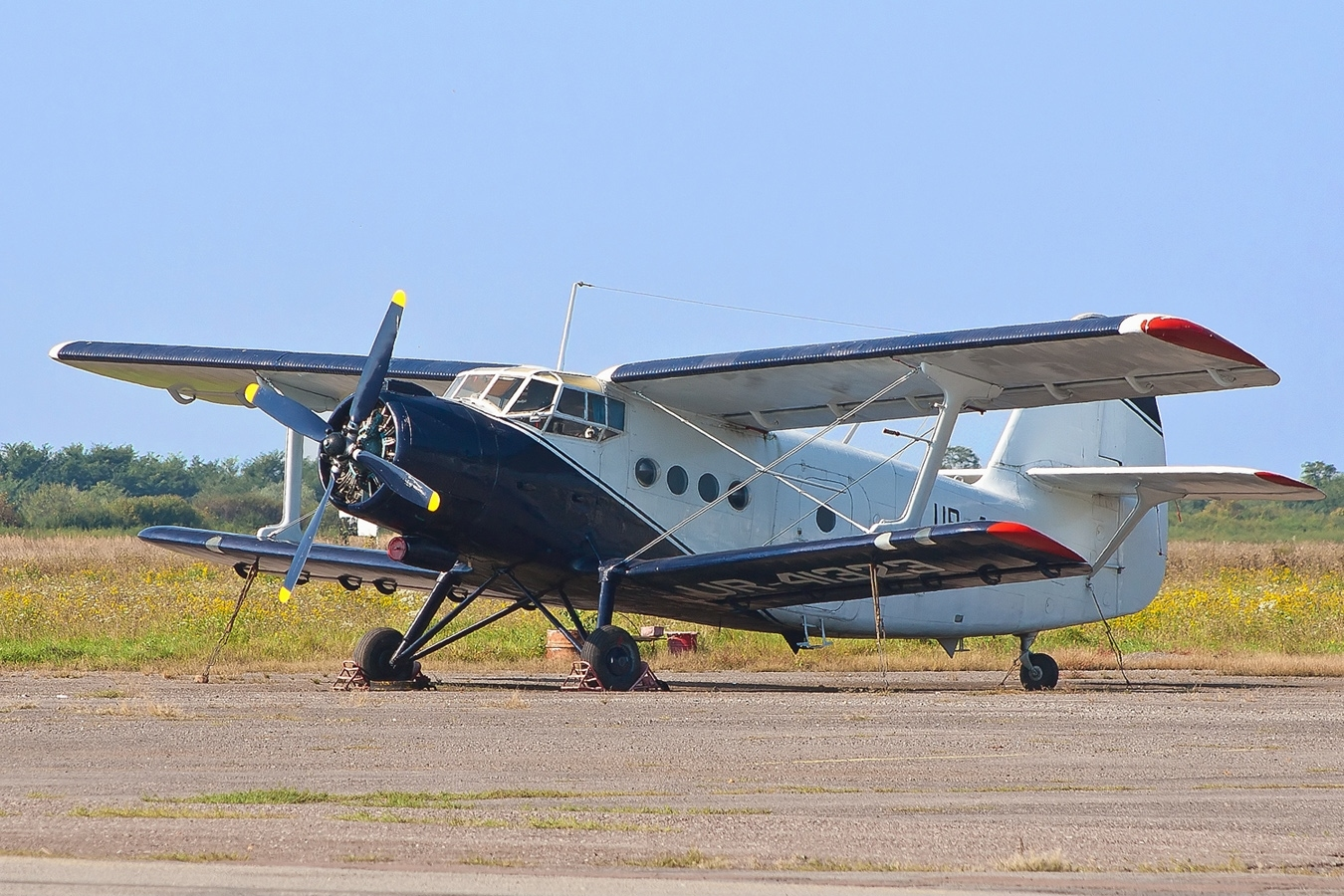
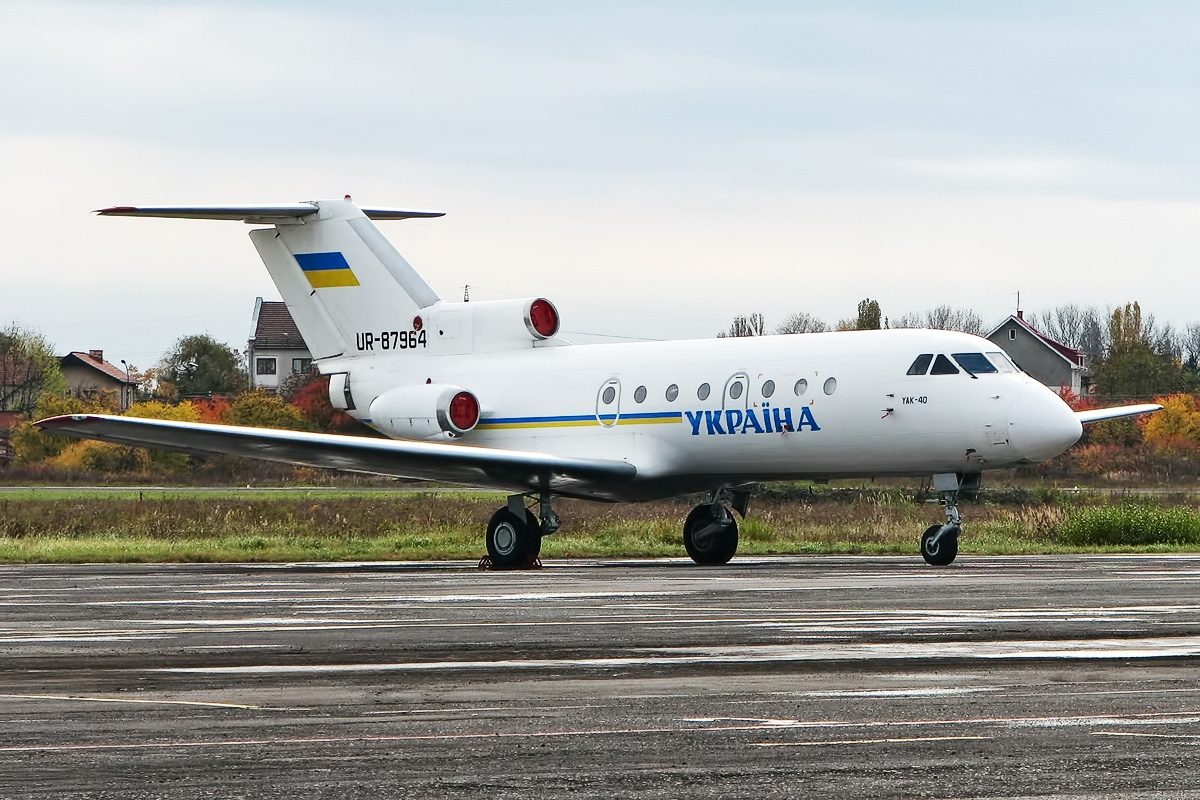
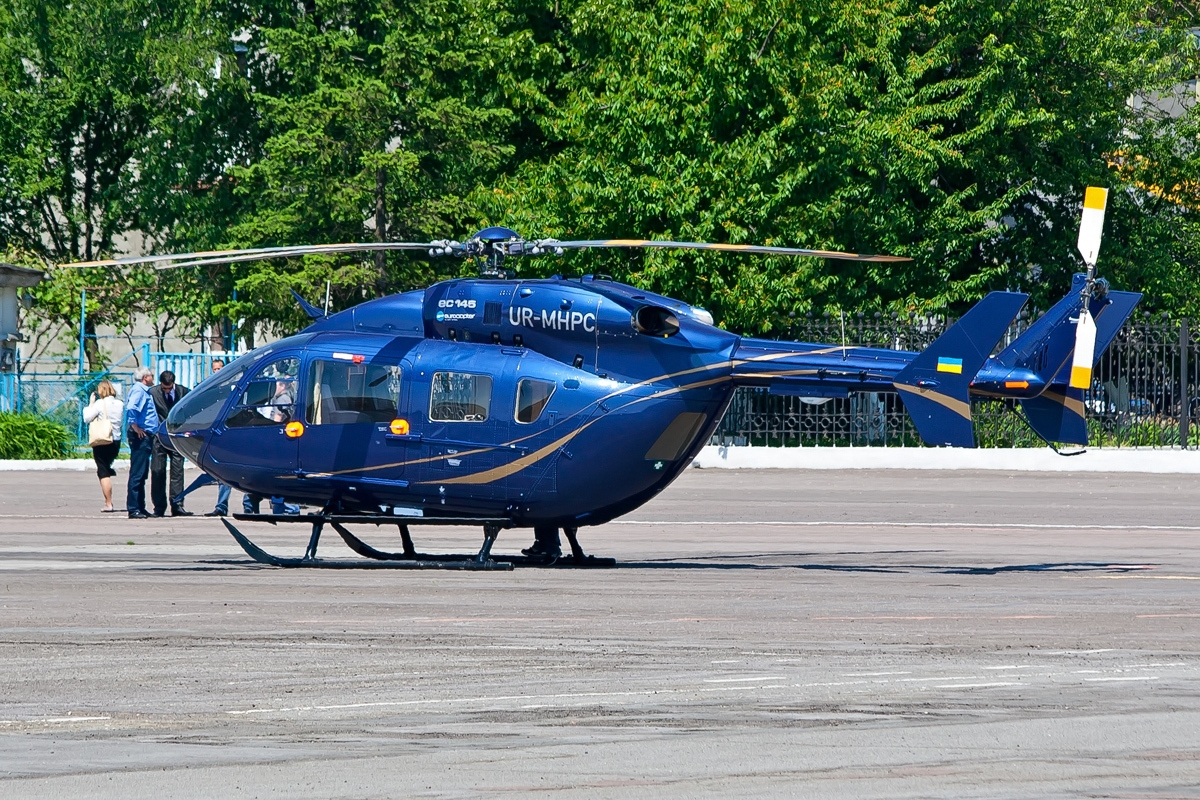
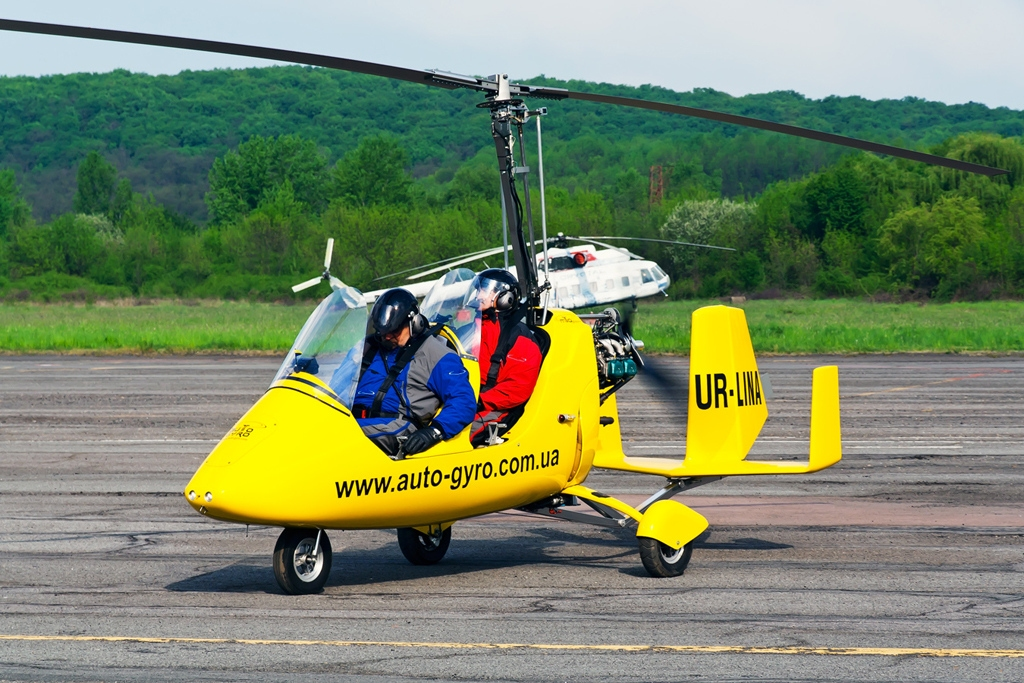
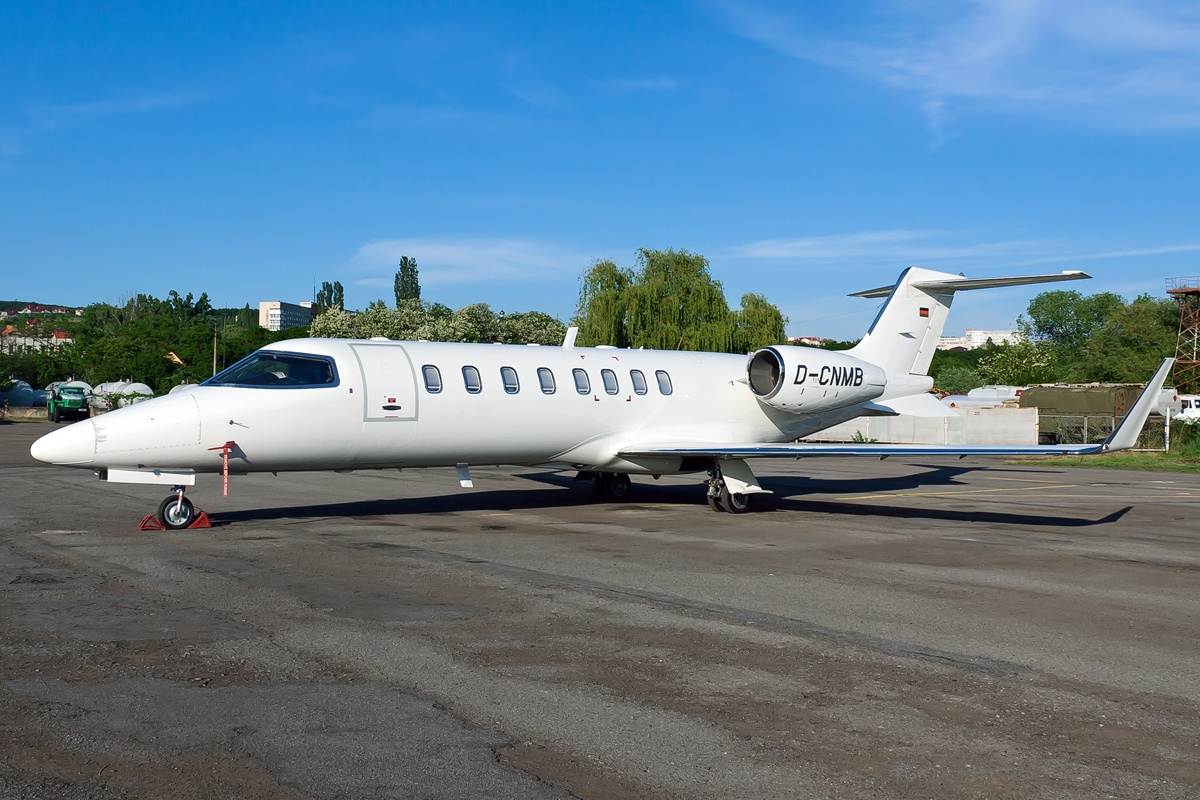
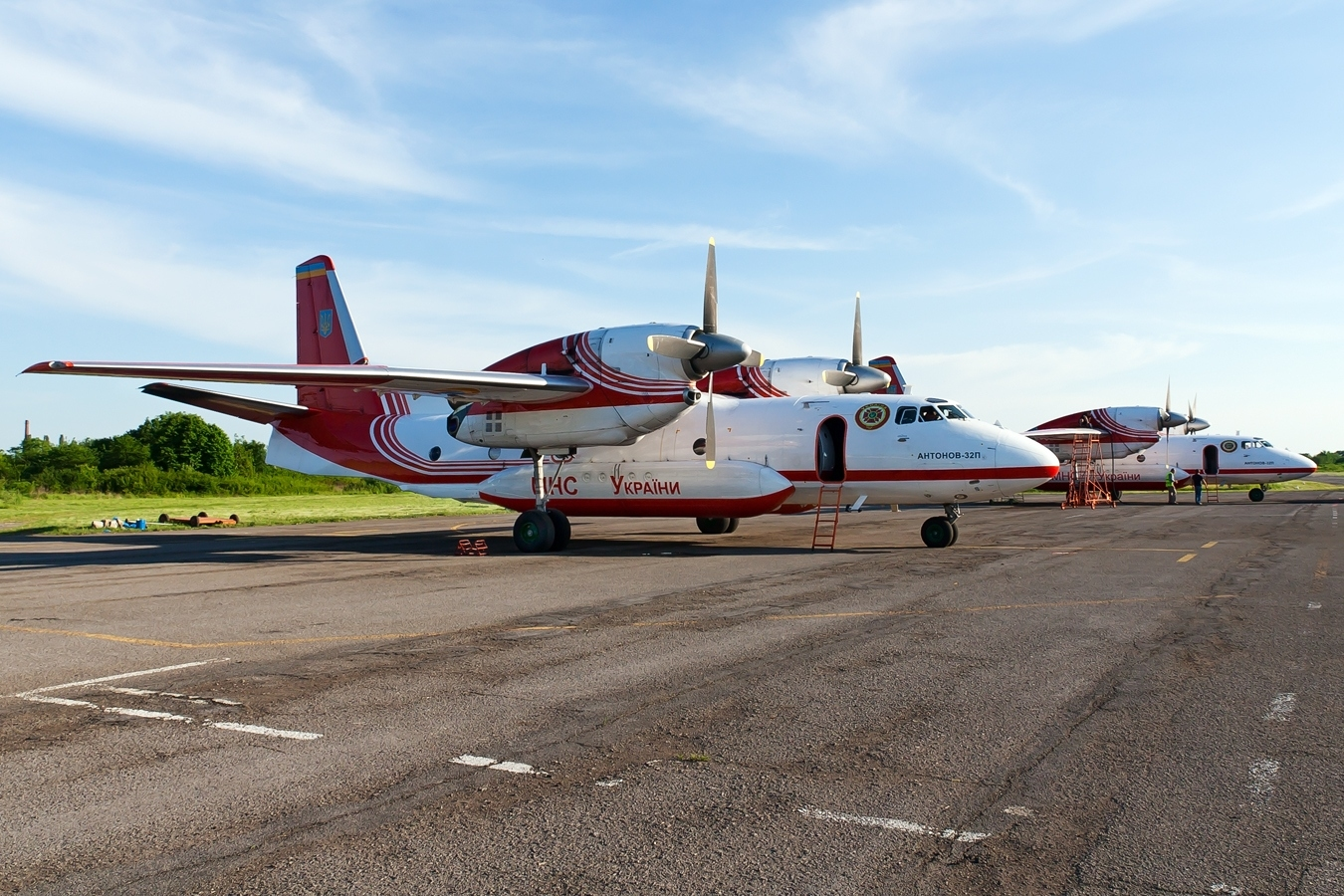
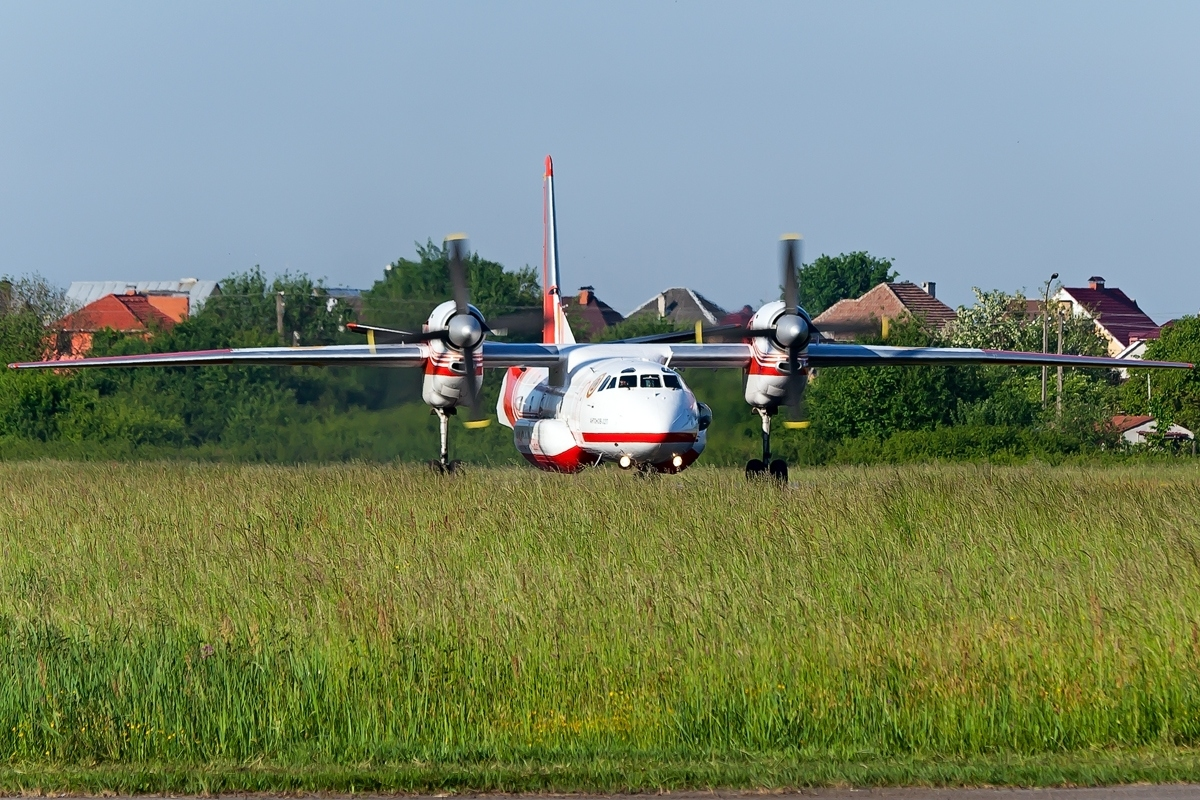
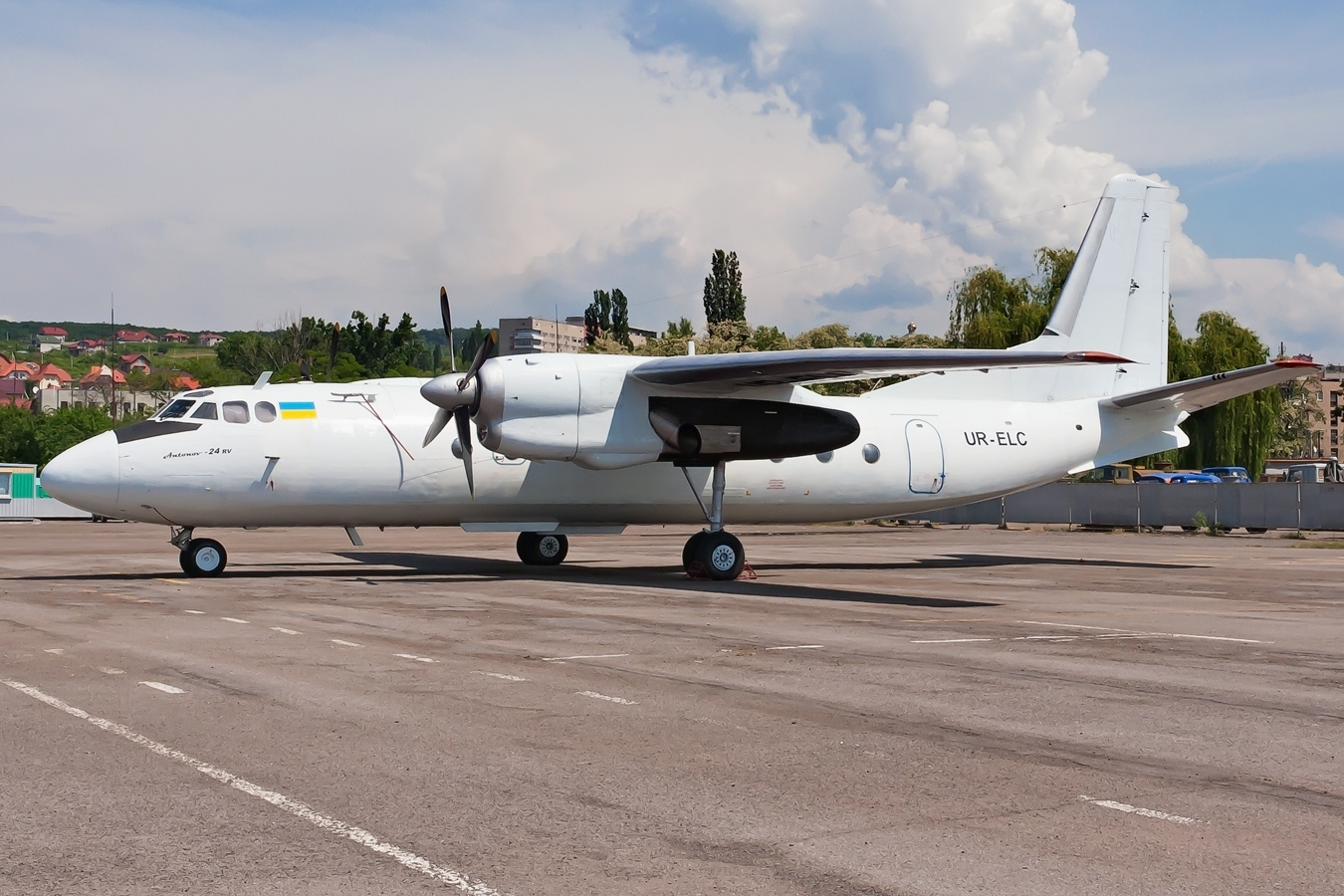
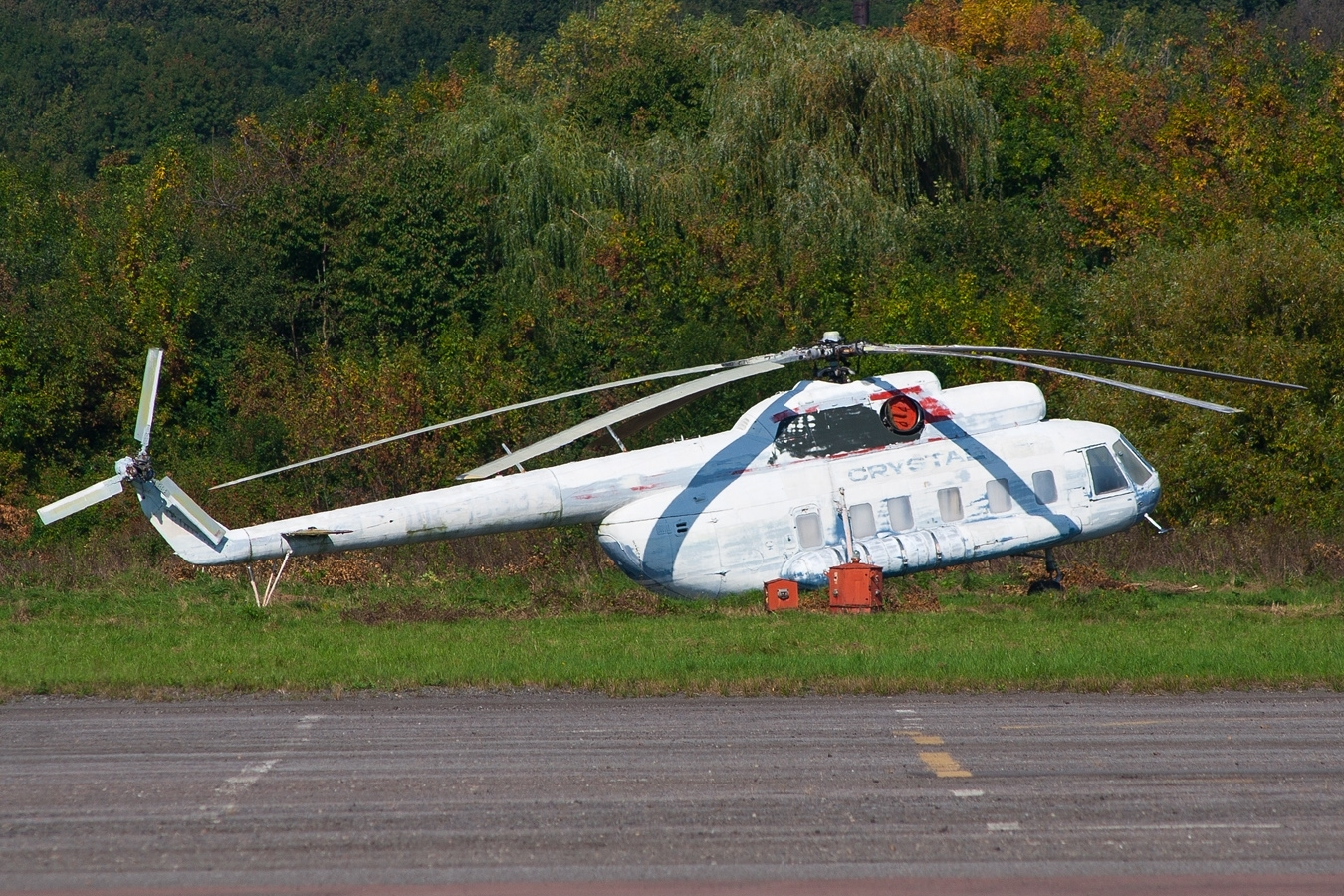
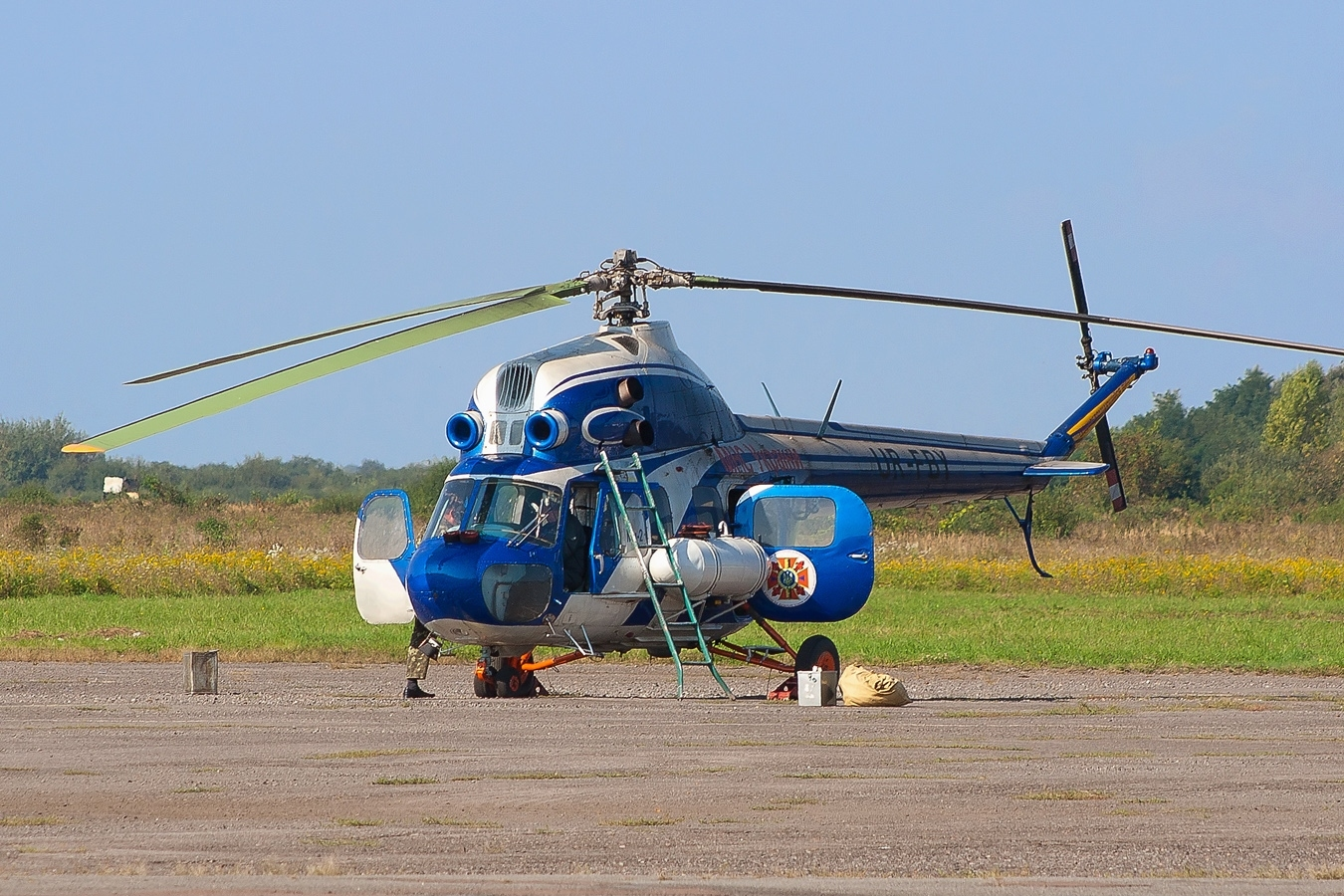
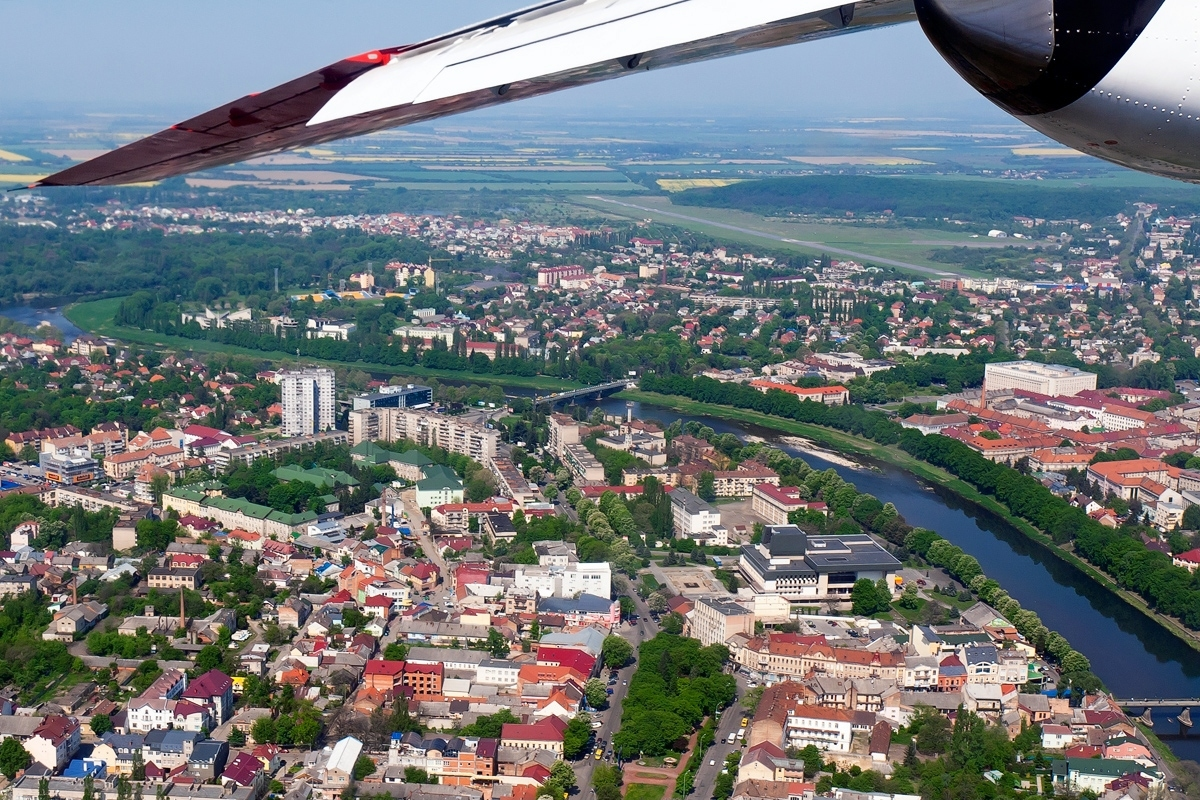

## Статистика
| Рік  | Пасажиропотік | Динаміка   |
| ---- | ------------- | ---------- |
| 2011 | 10,000        |            |
| 2013 | 14,750        | ▲ 47 %     |
| 2014 | 12,000        | ▼ 18.6 %   |
| 2015 | 5,038         | ▼ 58 %     |
| 2016 | 1,404         | ▼ 72 %     |
| 2017 | 182           | ▼ 771 %    |
| 2018 | 250           | ▲ 37 %     |
| 2019 | 2 782         | ▲ 441,24 % |